# 訃報 2024年11月
訃報 2024年11月（ふほう 2024ねん11がつ）に於いては、2024年11月の物故者（メディアによる報道及び関係する機関若しくは団体・法人などから告知が実施された人物を含む）について纏めるものとする。

## 1日 - 15日

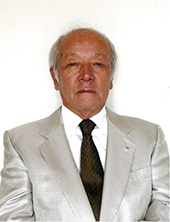
上村淳之／11月1日没

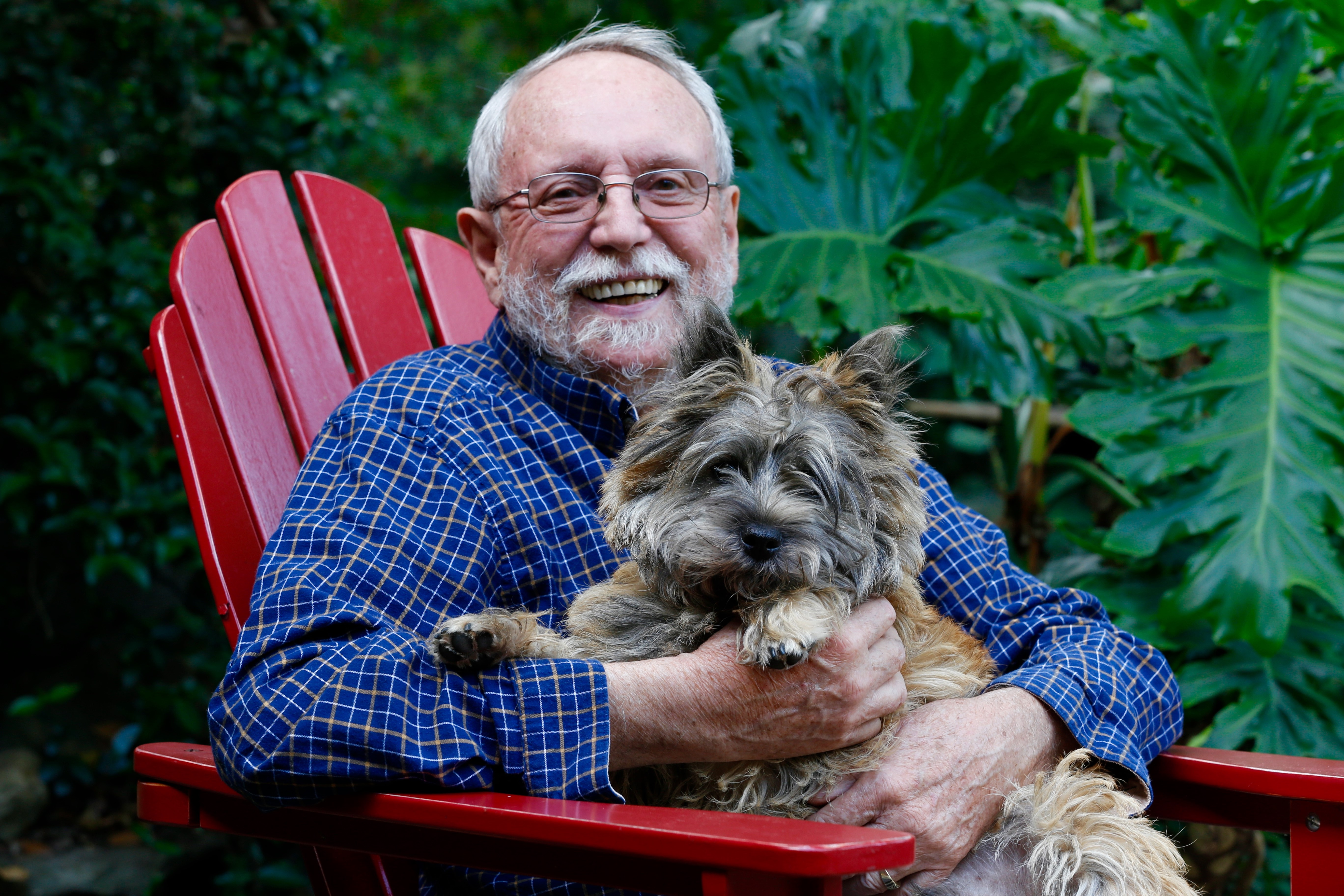
マイケル・ルース／11月1日没

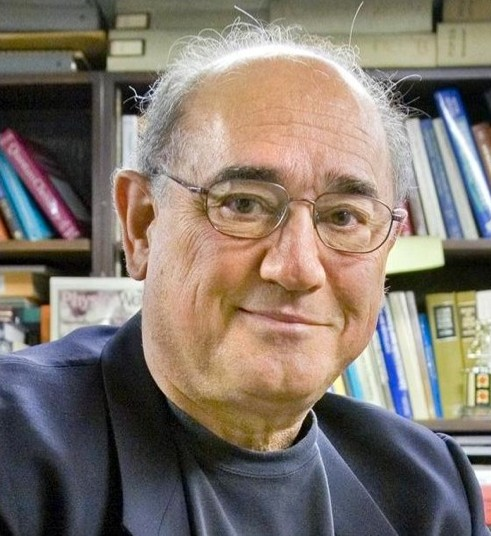
アレックス・パインズ／11月1日没

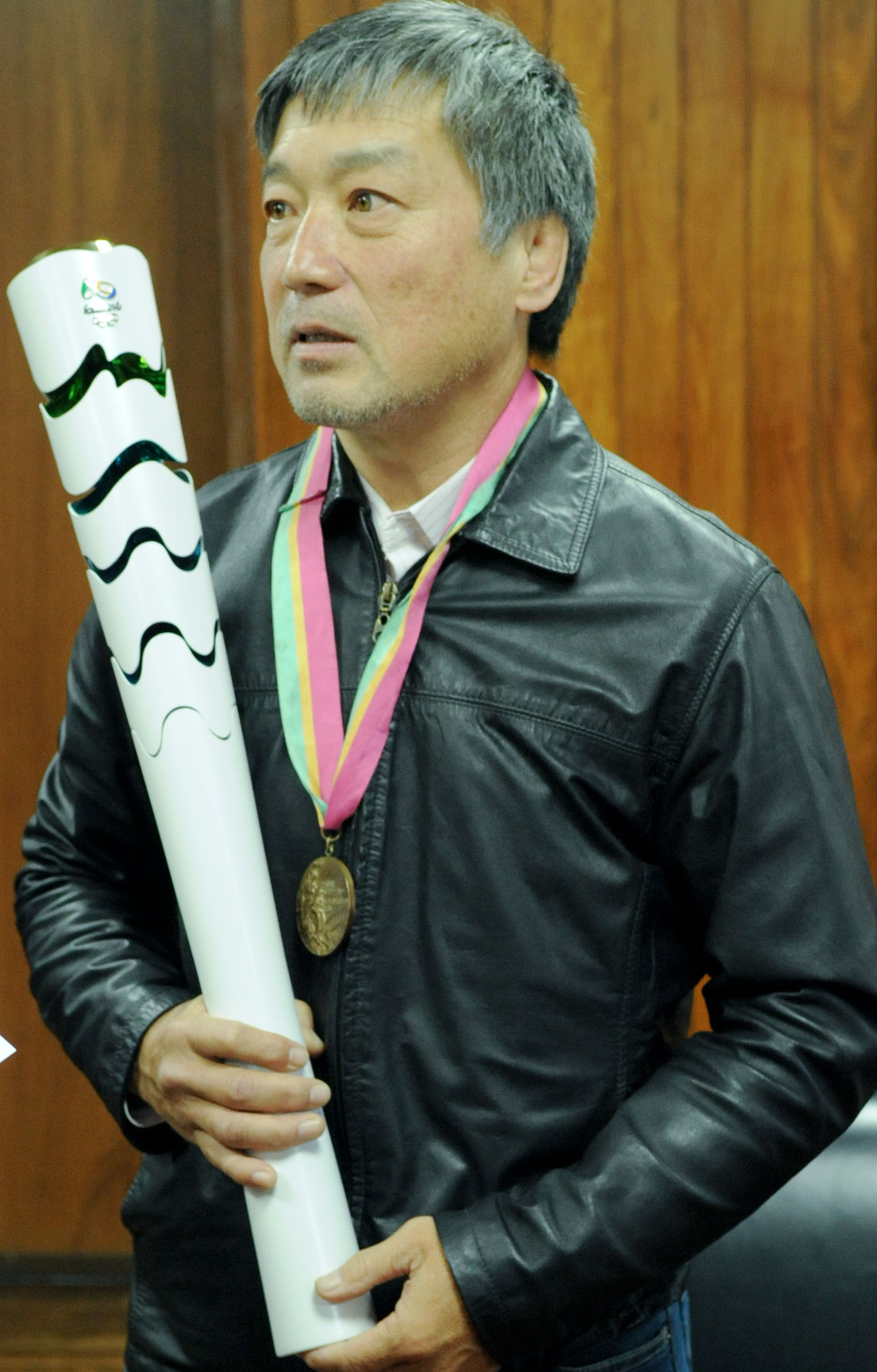
ルイス・オンムラ／11月1日没

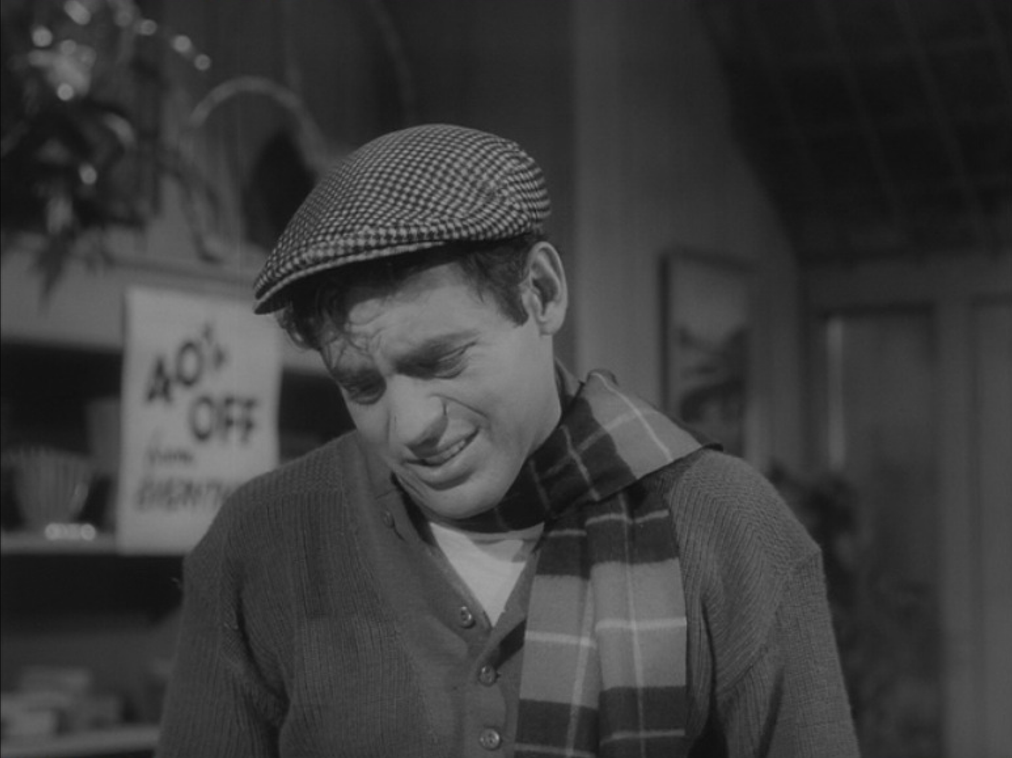
ジョナサン・ヘイズ／11月2日没

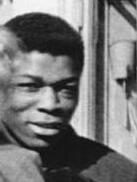
クレメント・クォーティ／11月2日没

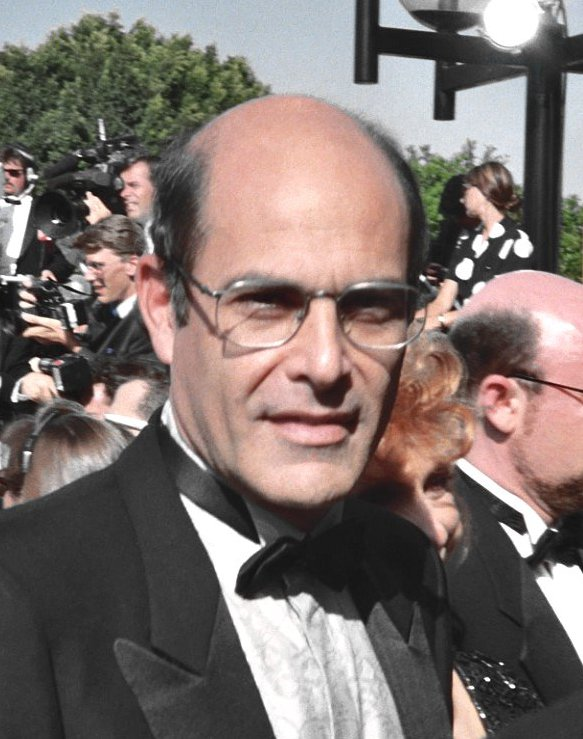
アラン・レイキンズ／11月2日没

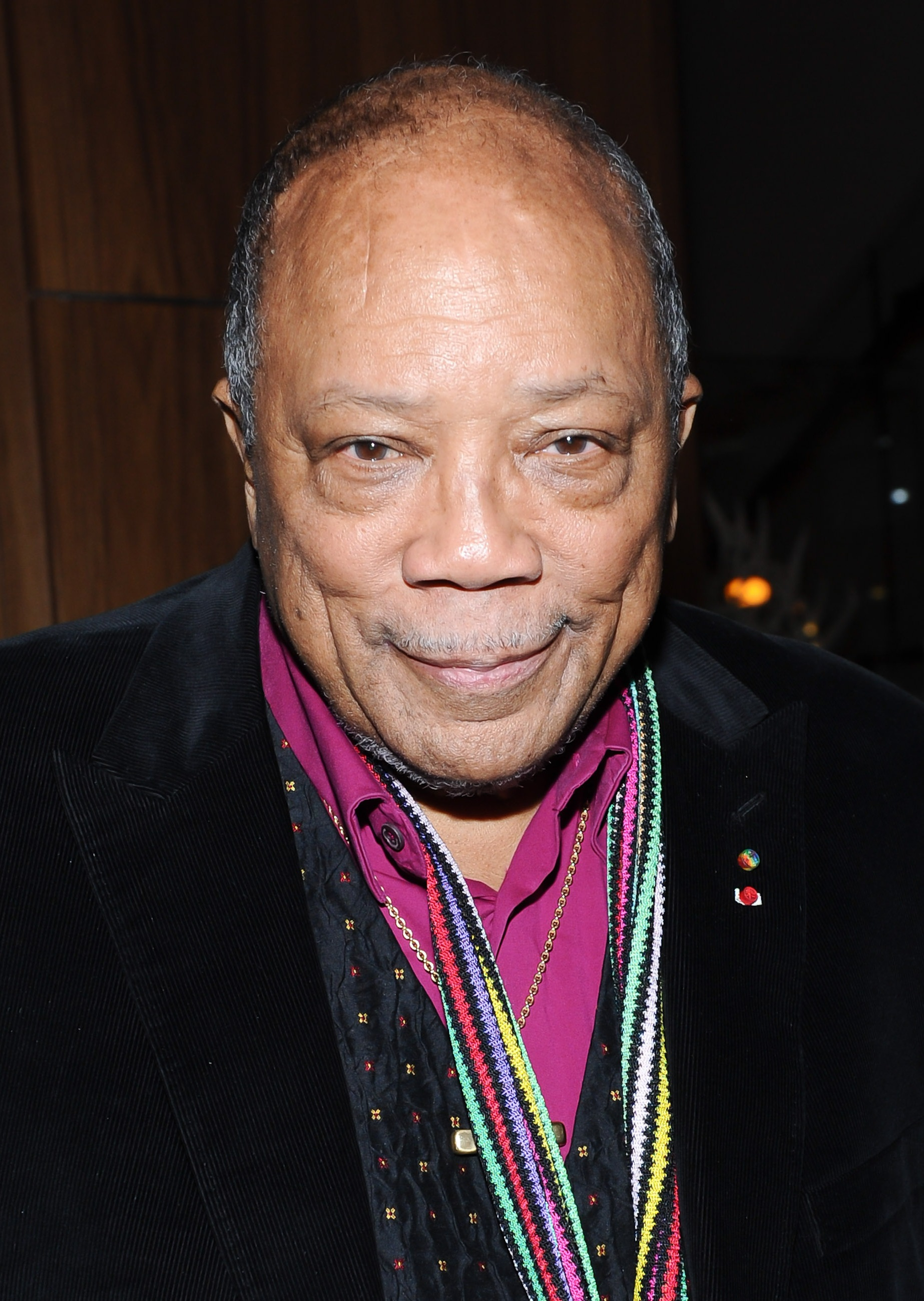
クインシー・ジョーンズ／11月3日没

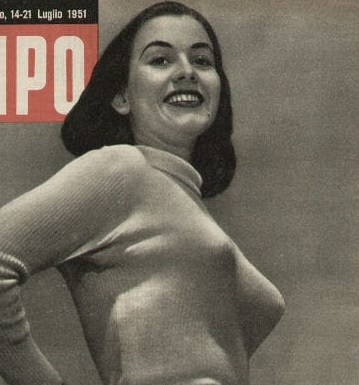
キキ・ホーカンソン／11月4日没

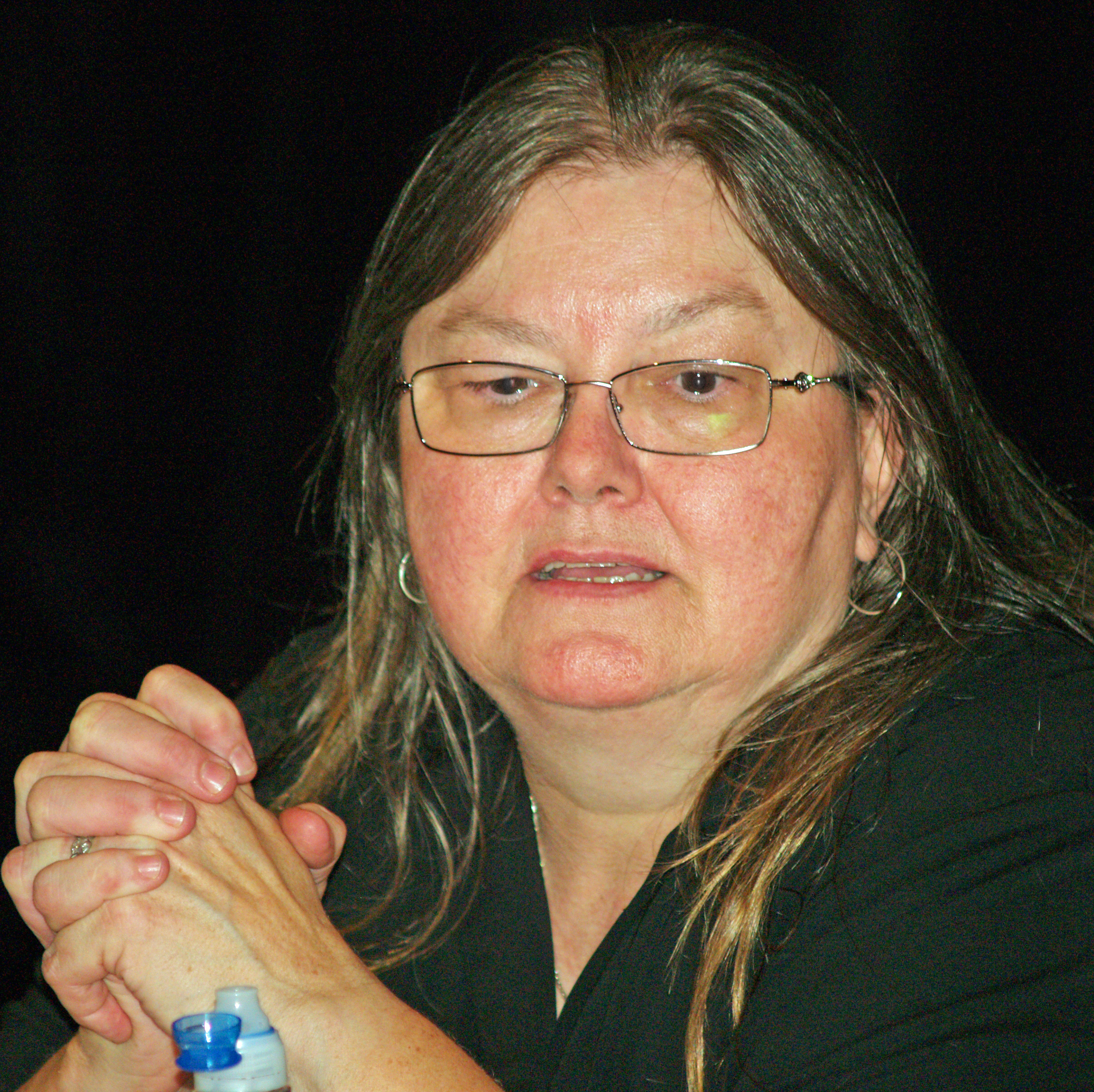
ドロシー・アリソン／11月6日没

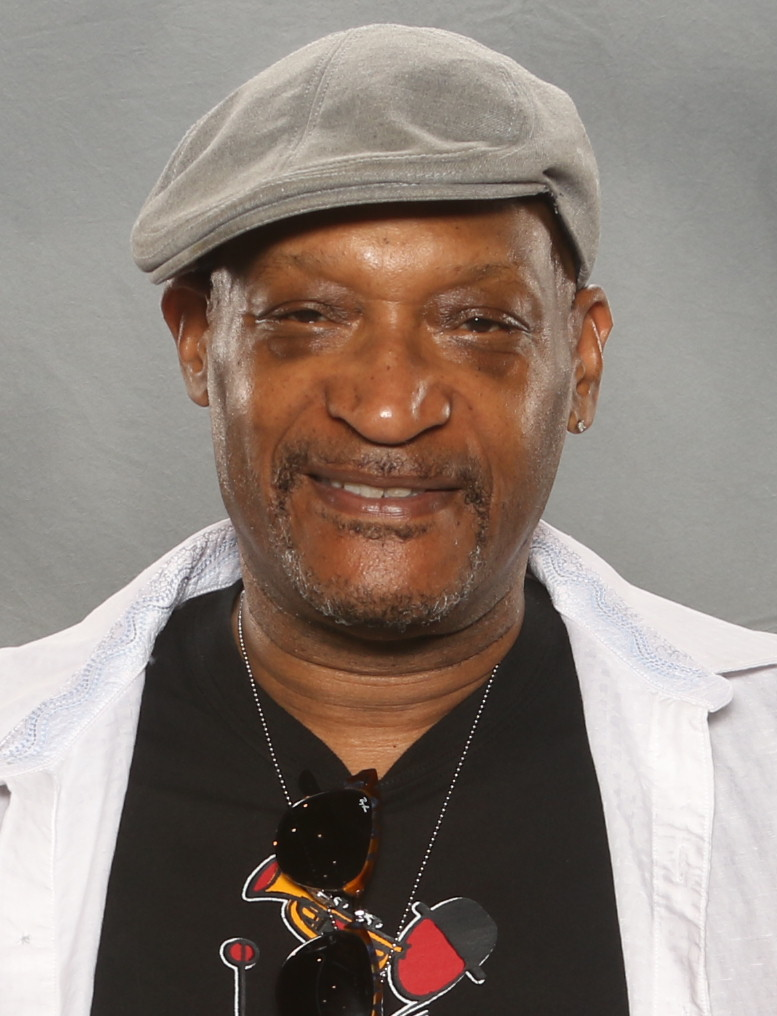
トニー・トッド／11月6日没

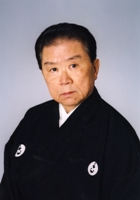
三代目吉田簑助／11月7日没

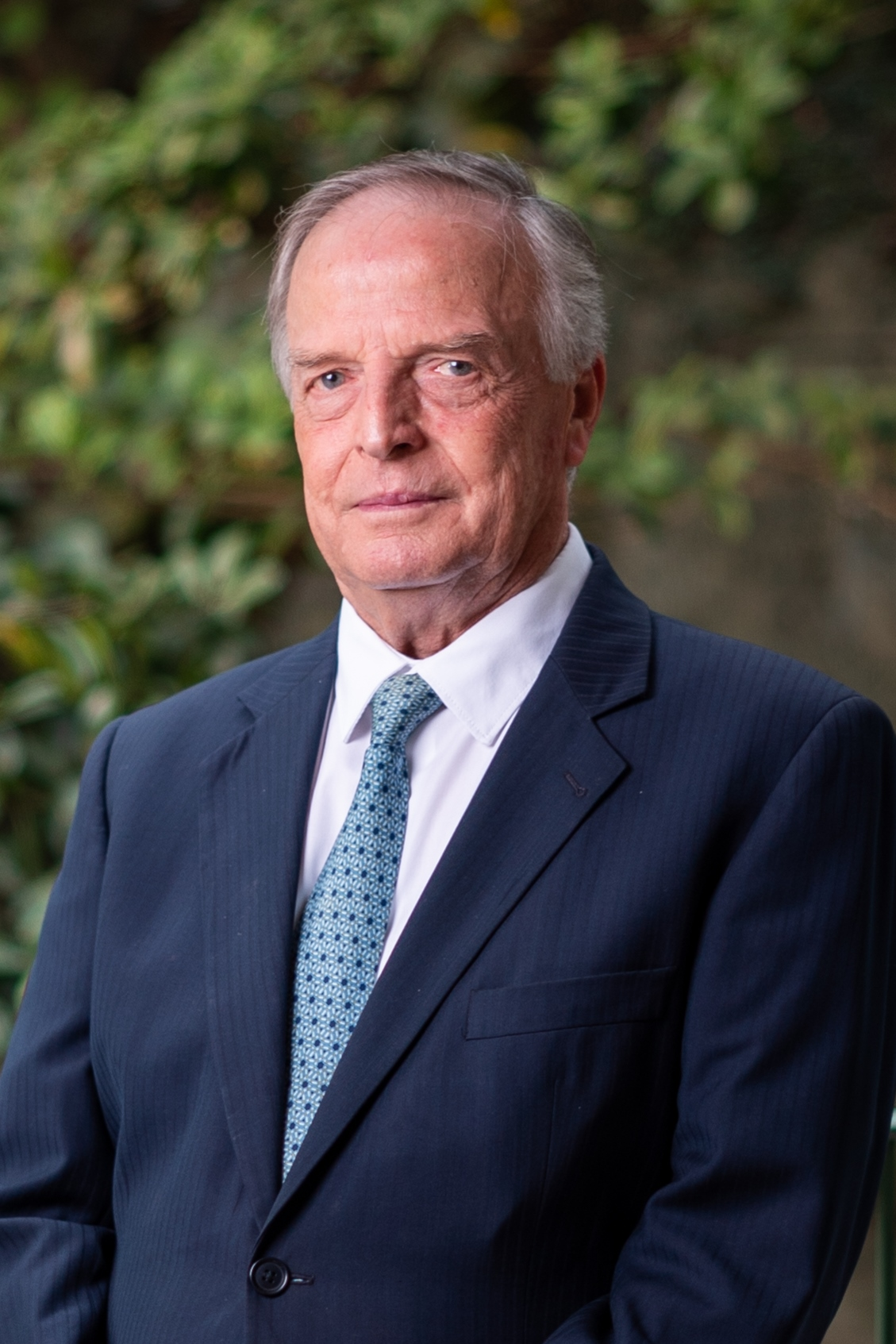
アントニオ・デ・オルレアンス＝ブラガンサ／11月8日没

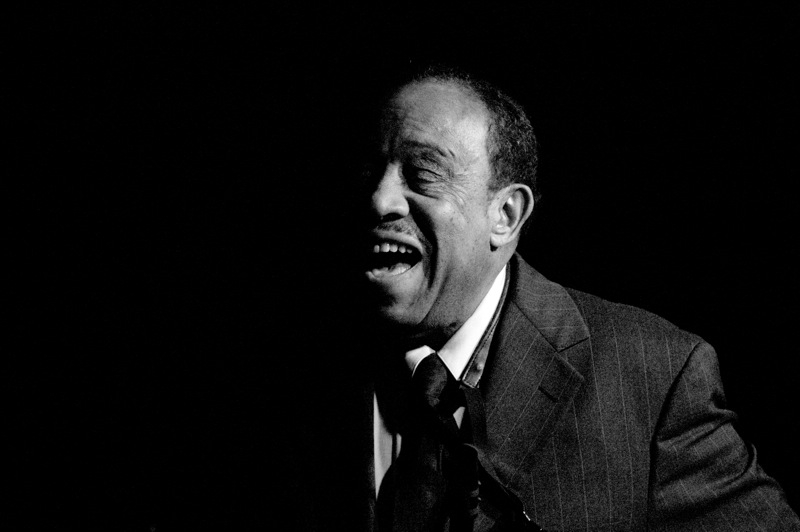
ルー・ドナルドソン／11月9日没

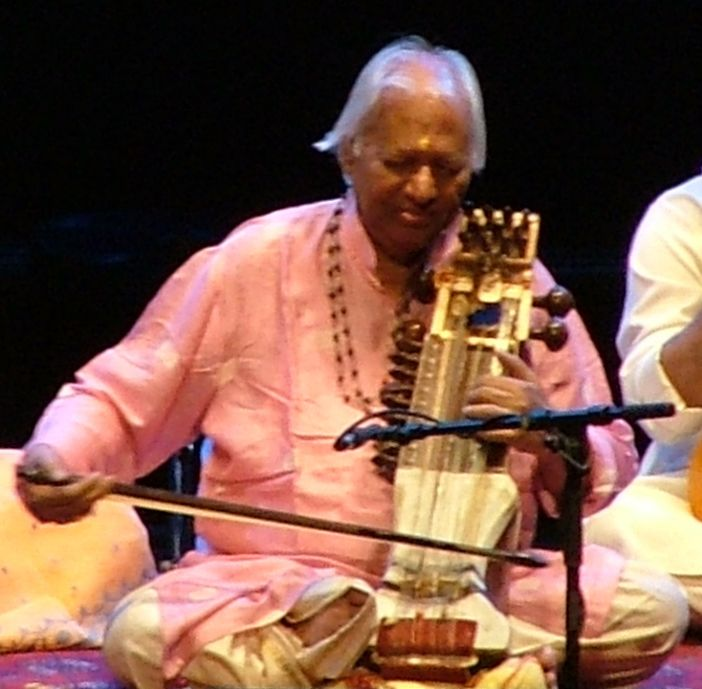
ラーム・ナーラーヤン／11月9日没

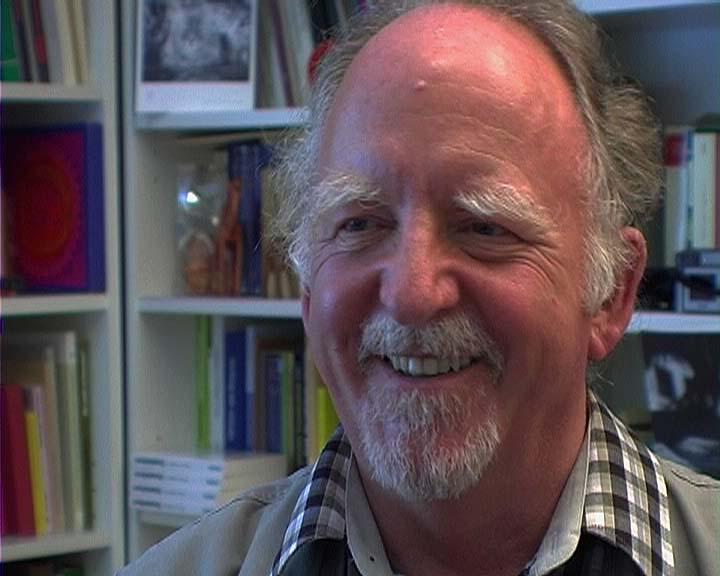
ヘルベルト・シュネーデルバッハ／11月9日没

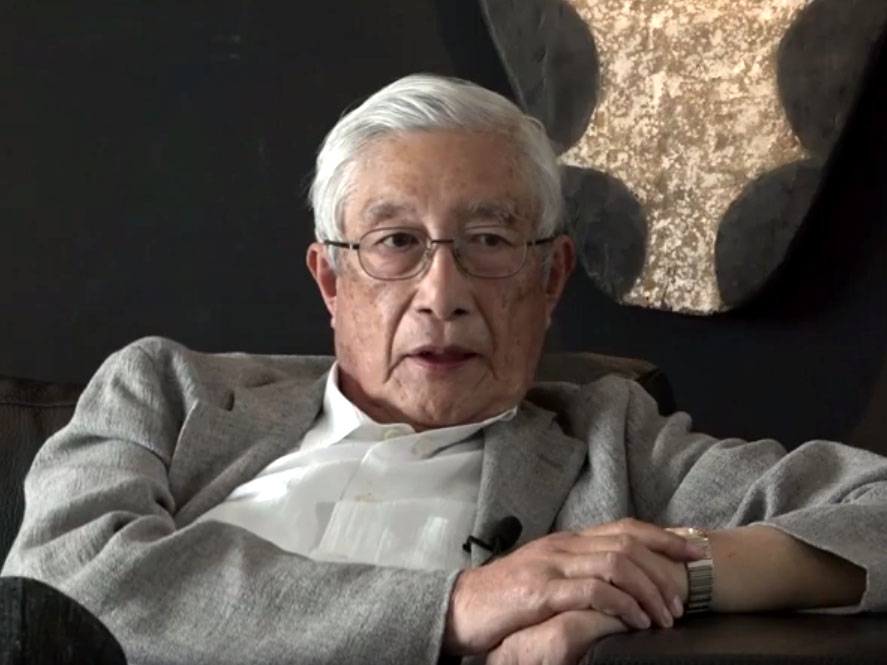
青木盛久／11月9日没

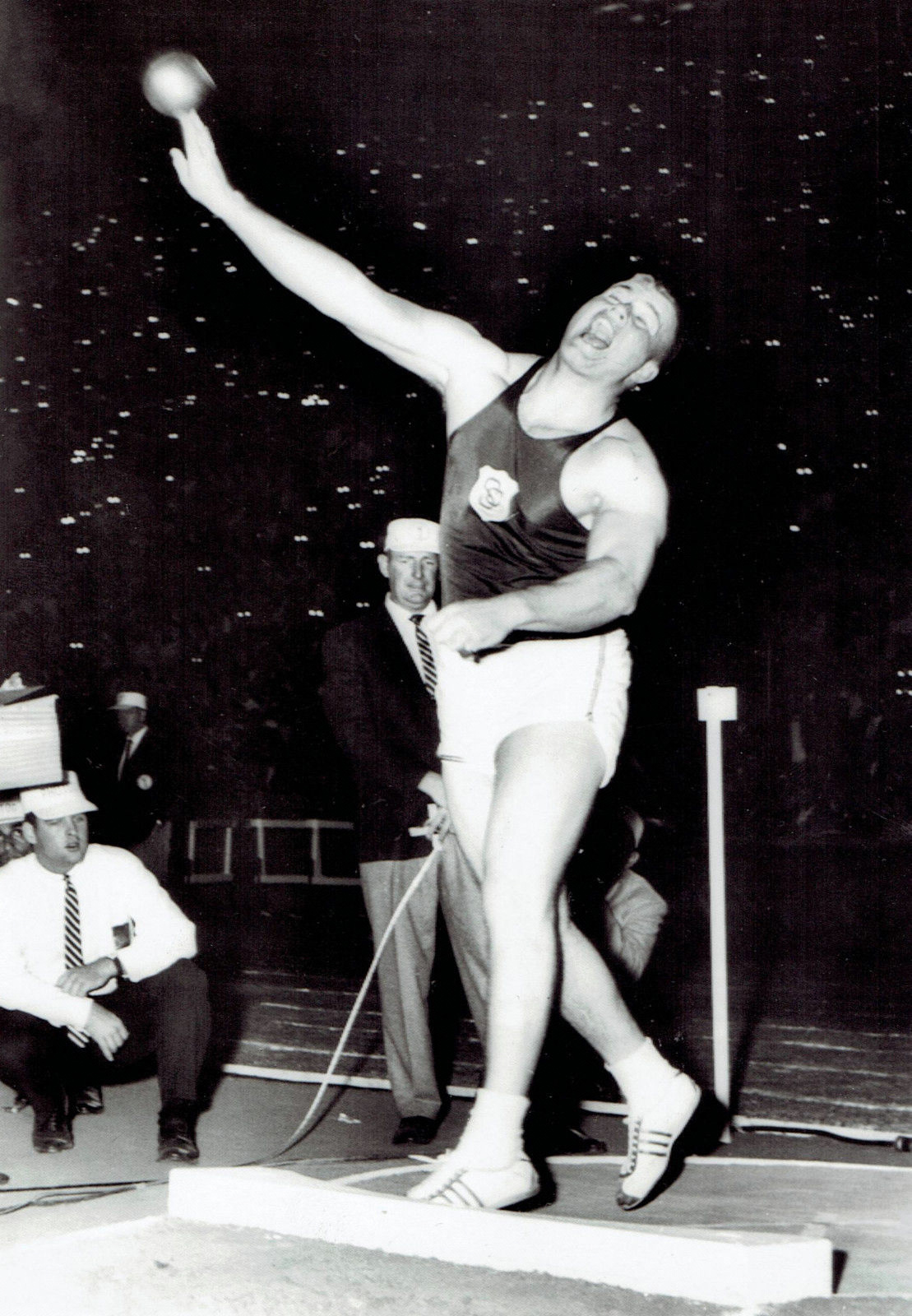
ダラス・ロング／11月10日没

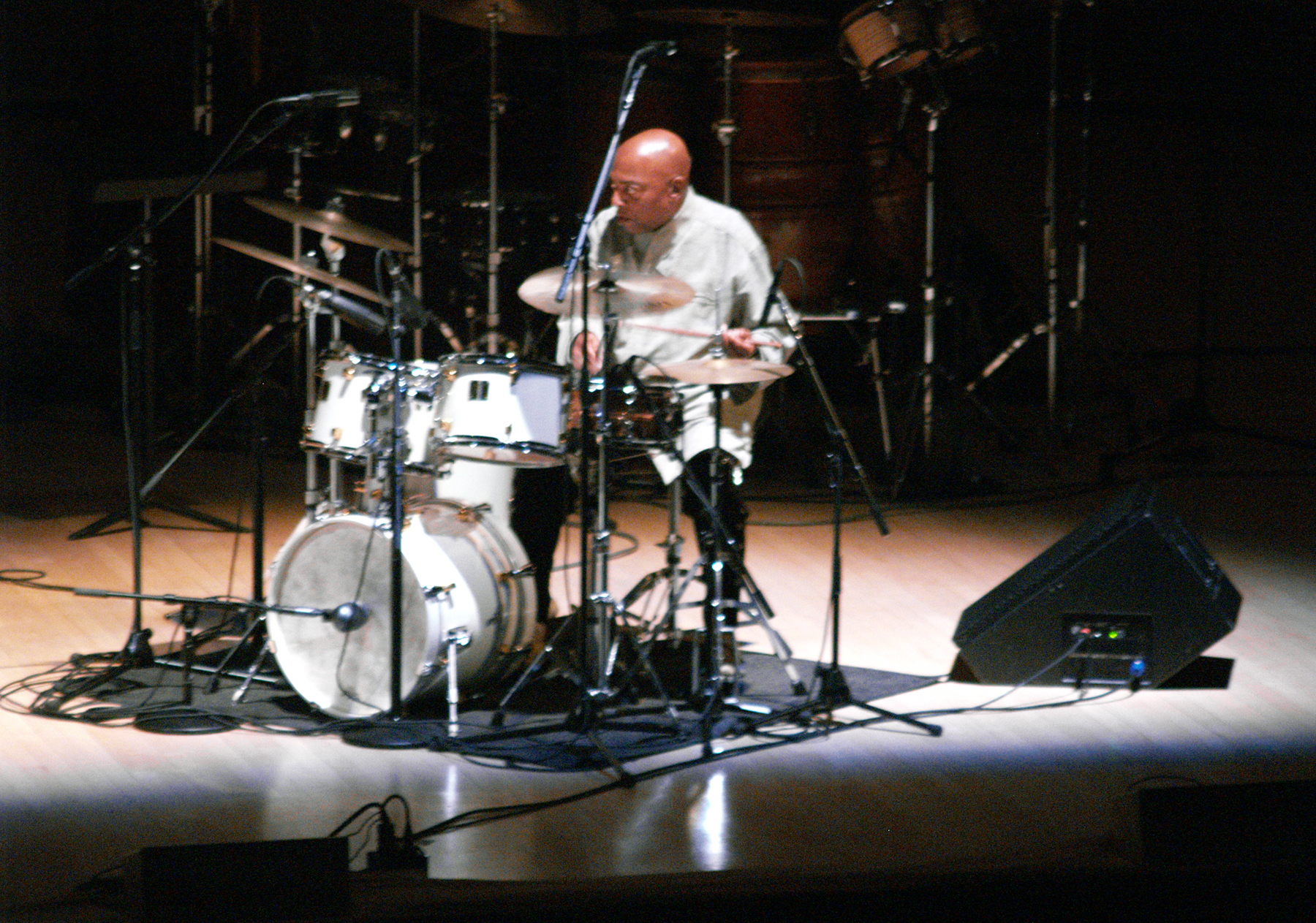
ロイ・ヘインズ／11月12日没

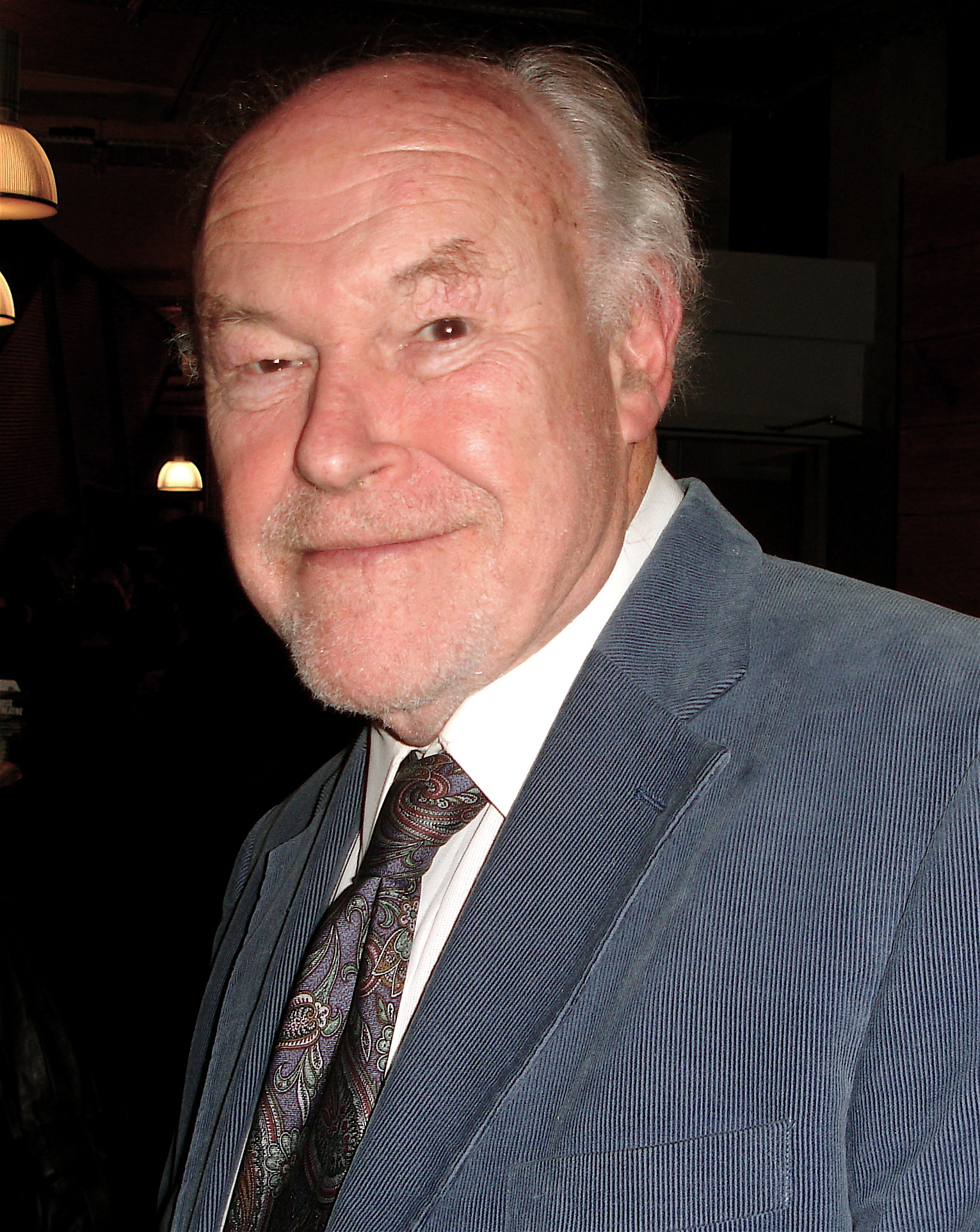
ティモシー・ウェスト／11月12日没

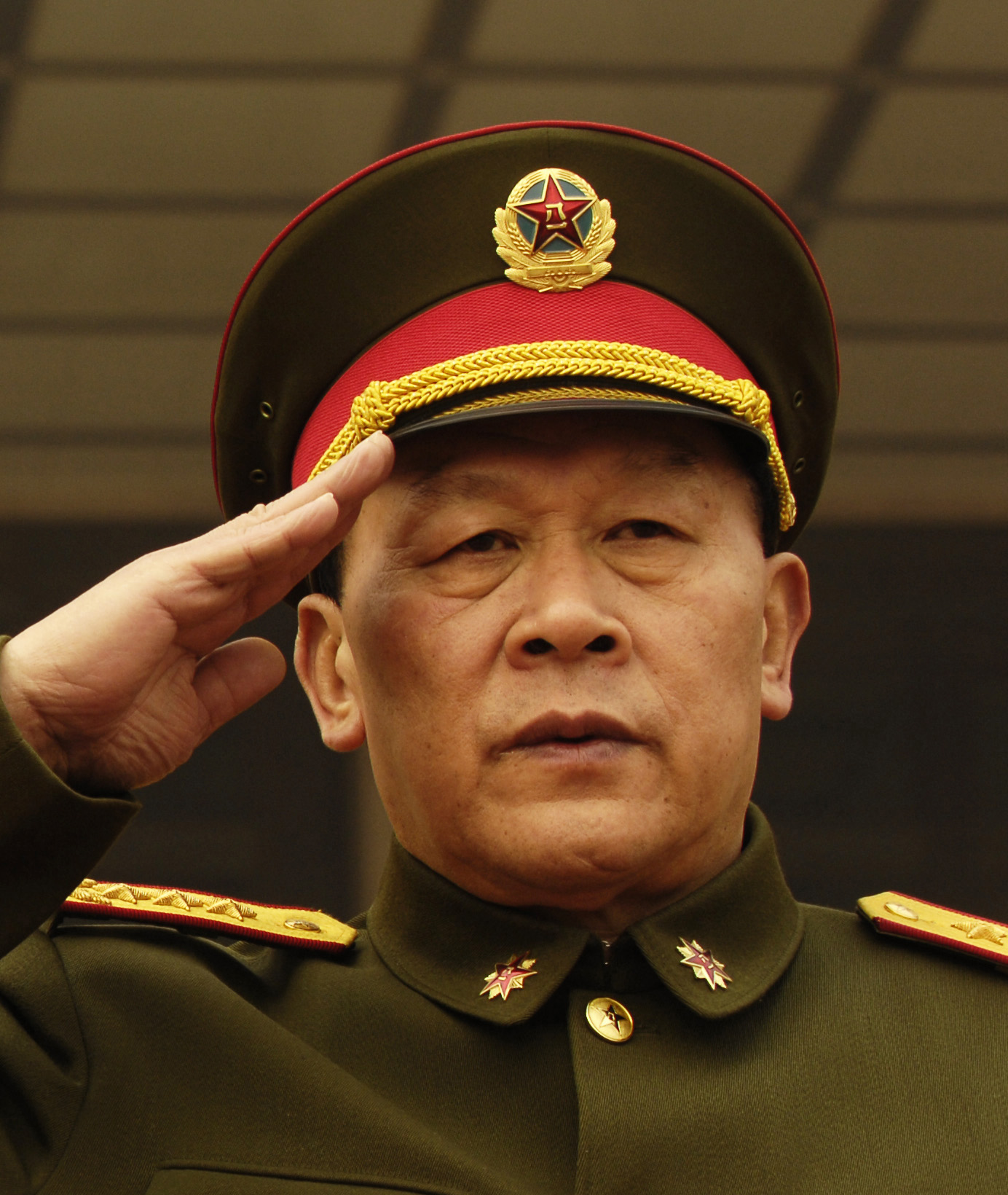
梁光烈／11月12日没

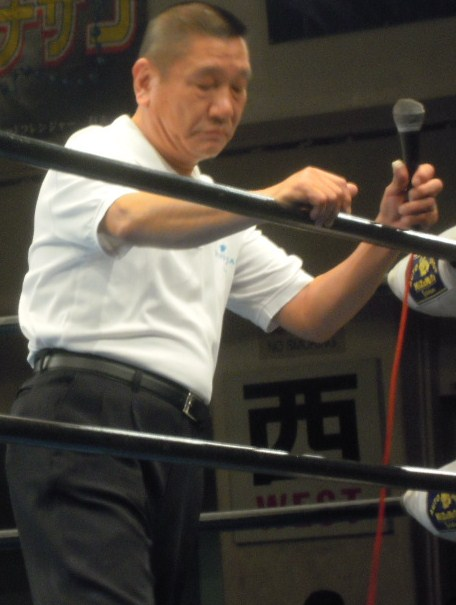
浅野起州／11月12日没

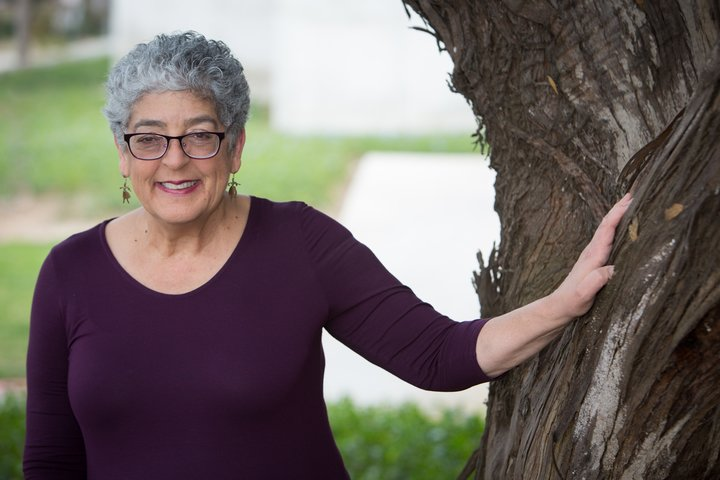
ジョアン・コリー／11月12日没

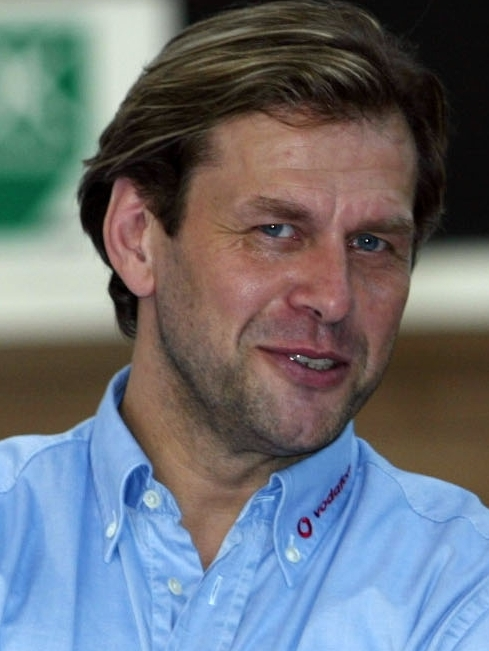
ミヒャエル・ヒュプナー／11月12日没（訃報発表日）

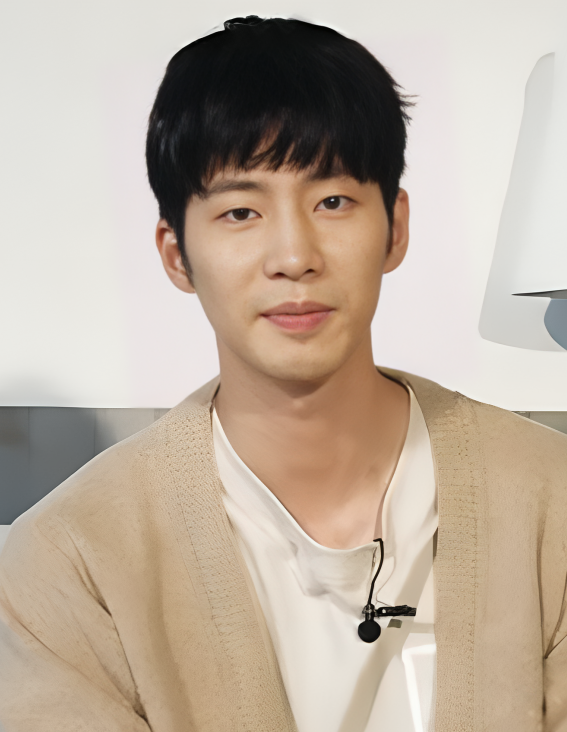
ソン・ジェリム／11月12日没（遺体発見日）

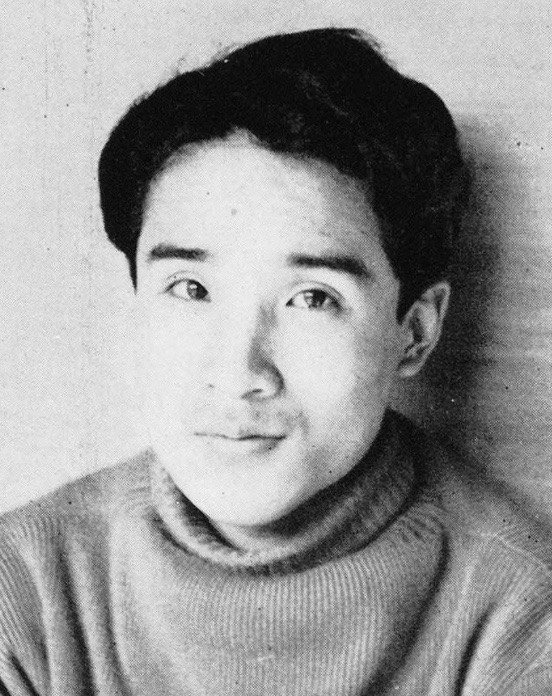
谷川俊太郎／11月13日没

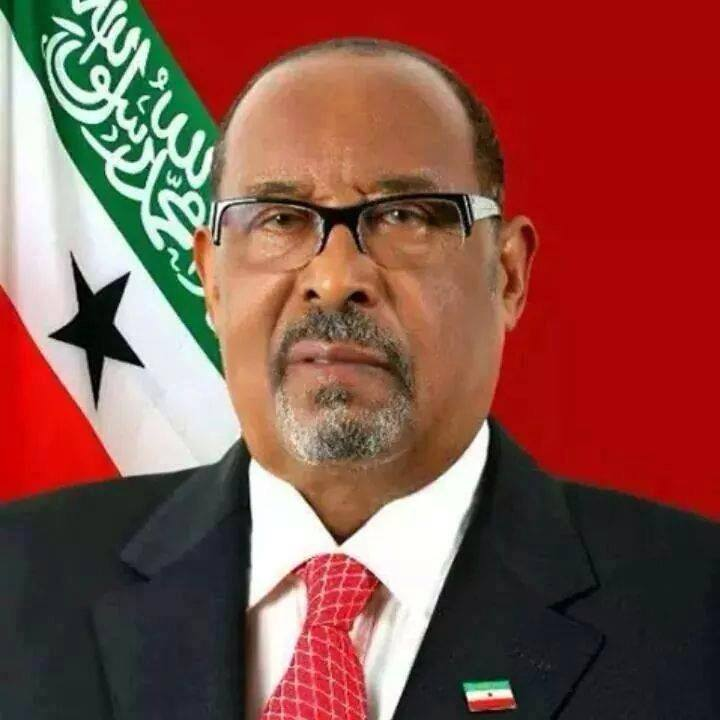
アフメド・モハメド・マハムード／11月13日没

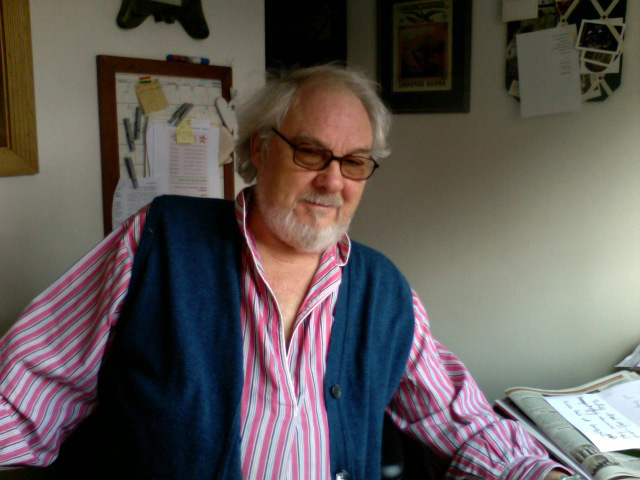
ピーター・シンフィールド／11月14日没

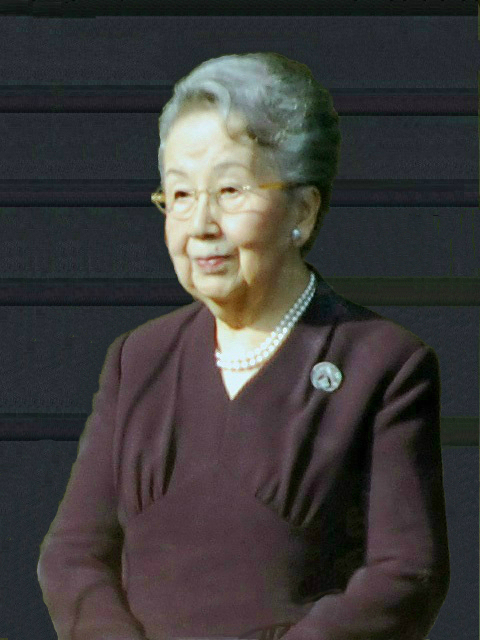
崇仁親王妃百合子／11月15日没

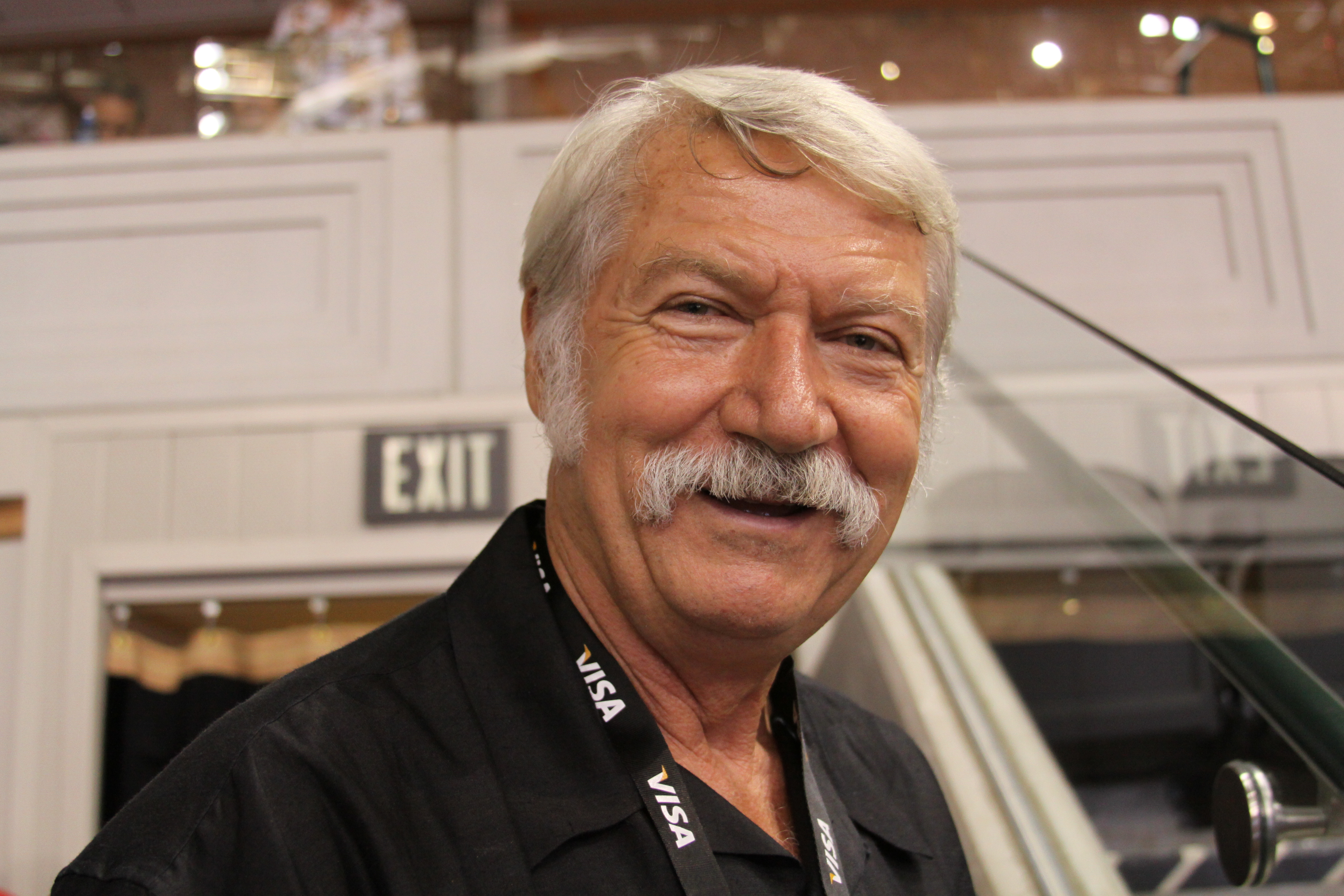
カーロイ・ベーラ／11月15日没

- 11月1日 - 二代目米川文子、日本の生田流箏曲家、人間国宝（* 1926年）[1]
- 11月1日 - フアン・ホセ・セブレーリ（英語版、スペイン語版）、アルゼンチンの作家、社会学者、哲学者、文学評論家（* 1930年）[2]
- 11月1日 - アンソニー・トゥー、台湾出身のアメリカ合衆国の毒物学者、コロラド州立大学（英語版）名誉教授（* 1930年）[3]
- 11月1日 - 北川信、日本のテレビディレクター、実業家、元日本テレビ放送網専務、元テレビ新潟社長（* 1930年）[4][5]
- 11月1日 - 上村淳之、日本の日本画家、京都市立芸術大学名誉教授、日本芸術院会員（* 1933年）[6]
- 11月1日 - 西尾幹二、日本のドイツ文学者、思想史家、保守思想家、文芸評論家、電気通信大学名誉教授、新しい歴史教科書をつくる会名誉会長（* 1935年）[7]
- 11月1日 - チャック・ヘイタイアン（英語版）、アメリカ合衆国の実業家、政治家、元ニュージャージー州議会下院議員・議長（* 1938年）[8]
- 11月1日 - マイケル・ルース、イギリス出身のカナダの生物哲学者、フロリダ州立大学名誉教授、元ゲルフ大学（英語版）教授（* 1940年）[9]
- 11月1日 - 李林沢（朝鮮語版）、大韓民国の実業家、元韓国風力産業協会会長（* 1940年）[10]
- 11月1日 - アレックス・パインズ、イスラエル出身のアメリカ合衆国の化学者、カリフォルニア大学バークレー校名誉教授（* 1945年）[11]
- 11月1日 - 岩村和夫、日本の建築家、東京都市大学名誉教授（* 1948年）[12]
- 11月1日 - モルテン・スティグ・クリステンセン、デンマークのテレビ司会者、元ハンドボール選手、デンマークハンドボール協会（英語版）会長、元同国代表（* 1958年）[13]
- 11月1日 - ルイス・オンムラ、ブラジルの柔道家、1984年オリンピック銅メダリスト（* 1960年）[14]
- 11月1日 - 森英明、日本の裁判官、東京高等裁判所部総括判事、元東京地方裁判所部総括判事、元札幌地方裁判所所長（* 1964年?）[15]
- 11月1日 - 林聡、日本のギャラリー経営者、ギャラリーノマルのディレクター（* 1964年?）[16]
- 11月2日 - 小方和夫、日本の実業家、元帝人副社長（* 1927年?）[17]
- 11月2日 - ジョナサン・ヘイズ、アメリカ合衆国の俳優（* 1929年）[18]
- 11月2日 - 李一香（朝鮮語版）、大韓民国の時調の詩人、実業家、思潮グループ（朝鮮語版）名誉会長（* 1930年）[19]
- 11月2日 - クレメント・クォーティ、ガーナの元ボクサー、1960年オリンピック銀メダリスト（* 1938年）[20]
- 11月2日 - アラン・レイキンズ、アメリカ合衆国の俳優（* 1942年）[21]
- 11月2日 - 張寿弘（朝鮮語版）、大韓民国の実業家、元青丘グループ（朝鮮語版）会長、TBC創業者（* 1942年）[22]
- 11月2日 - 岩崎年男、日本の実業家、元シチズンマシナリー社長（* 1942年）[23]
- 11月2日 - 徐相弘（朝鮮語版）、大韓民国の法曹、元憲法裁判所事務処長（* 1949年）[24]
- 11月2日 - ジェイニー・ゴドリー（英語版）、イギリスのコメディアン（* 1961年）[25]
- 11月3日 - 田中志津、日本の作家（* 1917年）[26]
- 11月3日 - 中野鉄造、日本の政治家、元参議院議員【公明党所属】（* 1927年）[27]
- 11月3日 - クインシー・ジョーンズ、アメリカ合衆国の音楽プロデューサー（* 1933年）[28]
- 11月3日 - ルイ・カーヌ（英語版、フランス語版）、フランスの画家、彫刻家（* 1943年）[29]
- 11月3日 - 山田俊幸、日本の文学者、日本絵葉書会会長、元帝塚山学院大学教授（* 1947年）[30]
- 11月3日 - 鄭明仁（中国語版）、香港のジャーナリスト（* 1954年）[31]
- 11月3日 - 西田篤史、日本のタレント、テレビ司会者、ラジオパーソナリティ（* 1956年）[32]
- 11月4日 - キキ・ホーカンソン、スウェーデンのモデル、ミス・ワールド1951優勝者（* 1929年）[33]
- 11月4日 - ドン・フェラリーズ（英語版）、アメリカ合衆国の元プロ野球選手（* 1929年）[34]
- 11月4日 - 長田暁二、日本の音楽文化研究家、音楽評論家、元キングレコードのディレクター（* 1930年）[35]
- 11月4日 - 初鹿勇、日本の高校野球指導者、元社会人野球選手、知徳高等学校野球部総監督、元山梨県立塩山商業高等学校・日本航空高等学校野球部監督（* 1938年）[36]
- 11月4日 - アグナルド・ラヨル（英語版、ポルトガル語版）、ブラジルの歌手、テレビ司会者（* 1938年）[37]
- 11月4日 - 阿部敏行、日本の教育者、光華女子学園学園長・名誉理事長（* 1943年）[38]
- 11月4日 - タイカ・ネルソン（英語版）、アメリカ合衆国の歌手（* 1960年）[39]
- 11月5日 - 陳曽燾、香港の実業家、恒隆集団共同創業者、復旦大学董事会董事（* 1924年）[40]
- 11月5日（訃報発表日） - バーナード・マーカス（英語版）、アメリカ合衆国の実業家、ホーム・デポ共同創業者（* 1929年）[41]
- 11月5日 - マリーズ・チェンバレン（英語版）、ニュージーランドの中距離走選手、1964年オリンピック銅メダリスト（* 1935年）[42]
- 11月5日 - ヘンリー・ケズウィック（英語版）、イギリスの実業家、元ジャーディン・マセソン・ホールディングス会長（* 1938年）[43]
- 11月5日（訃報発表日） - シュツェ・ファン・デル・ゼー（英語版、オランダ語版）、オランダの作家、ジャーナリスト、編集者（* 1939年）[44]
- 11月5日 - エルウッド・エドワーズ（英語版）、アメリカ合衆国の声優（* 1949年）[45]
- 11月5日 - シャールダ・シンハ（英語版、ヒンディー語版）、インドのフォークシンガー（* 1952年）[46]
- 11月6日 - マドレーヌ・リフォー（英語版、フランス語版）、フランスのジャーナリスト、詩人、元パルチザン（* 1924年）[47]
- 11月6日 - 倉林正次、日本の民俗学者、祭祀・儀礼文化研究者、國學院大学名誉教授、元國學院短期大学学長（* 1925年）[48]
- 11月6日 - ダニエル・スペーリ（英語版、ドイツ語版、ルーマニア語版）、ルーマニア出身のスイスのビジュアルアーティスト（* 1930年）[49]
- 11月6日（訃報発表日） - ジョン・ノット（英語版）、イギリスの政治家、元国防相・貿易相、元商務庁長官、元庶民院議員（* 1932年）[50]
- 11月6日 - クリスチャン・ゴダール（英語版、フランス語版）、フランスの漫画家、脚本家（* 1932年）[51]
- 11月6日 - 喜多道枝、日本の声優、女優（* 1935年）[52]
- 11月6日 - 前川行信、日本の実業家、元北国新聞社常務（* 1935年?）[53]
- 11月6日（訃報発表日） - ジョン・デンプシー（英語版）、イギリスの元プロサッカー選手、元アイルランド代表（* 1946年）[54]
- 11月6日 - ドロシー・アリソン、アメリカ合衆国の作家、レズビアン・フェミニスト（* 1949年）[55]
- 11月6日 - アンナ・ロー（英語版、中国語版）、香港出身のイギリスの政治家、元北アイルランド議会議員（* 1950年）[56]
- 11月6日 - トニー・トッド、アメリカ合衆国の俳優（* 1954年）[57]
- 11月6日 - 池下博紀、日本のアニメ監督、アニメ演出家（* 生年不明）[58]
- 11月7日 - 呂志和（英語版、中国語版）、香港の実業家、銀河娯楽創業者・会長（* 1929年）[59]
- 11月7日 - ユルゲン・ベッカー（英語版、ドイツ語版）、ドイツの詩人、散文家、放送作家（* 1932年）[60]
- 11月7日 - 三代目吉田簑助、日本の文楽の人形遣い、人間国宝（* 1933年）[61]
- 11月7日 - 伊藤直彦、日本の実業家、元JR貨物社長（* 1940年）[62]
- 11月7日 - 須藤正親、日本の経済学者、東海大学名誉教授、康花美術館館長（* 1941年）[63]
- 11月7日 - 神太郎、日本の俳優、タレント、ディスクジョッキー、ナレーター（* 1942年）[64]
- 11月7日 - ジャック・ルノワール（英語版、フランス語版）、フランスの映画監督、写真家（* 1942年）[65]
- 11月7日（訃報発表日） - イワン・アレクセエヴィッチ・チャロタ、ソビエト連邦、ベラルーシのスラヴ学者、比較文学者、文化学者、文学評論家、批評家、エッセイスト、編集者、翻訳家（* 1952年）[66]
- 11月7日 - スコルピオ・ジュニア（ラファエル・ヌニェス）、メキシコのプロレスラー（* 1966年）[67]
- 11月8日 - ジューン・スペンサー（英語版）、イギリスの女優（* 1919年）[68]
- 11月8日 - 与那覇百子、日本の講演家、元ひめゆり学徒隊隊員（* 1928年?）[69]
- 11月8日 - 中本弘、日本の政治家、元広島市議会議員・議長（* 1931年）[70]
- 11月8日 - 李蘭暎（朝鮮語版）、大韓民国の考古学者、金属工芸研究者、学芸員、元国立慶州博物館館長、元東亜大学校教授（* 1934年）[71]
- 11月8日（訃報発表日） - ラシード・マフルーフィー（英語版、アラビア語版、フランス語版）、アルジェリアの元プロサッカー選手、指導者、元フランス・アルジェリア代表（* 1936年）[72]
- 11月8日 - 溝口文雄、日本の実業家、元横河電機副社長（* 1937年?）[73]
- 11月8日 - 船迫義和、日本の元長距離走・マラソン選手、陸上競技指導者、審判員（* 1938年?）[74]
- 11月8日 - 岡宏、日本のオーケストラの指揮者、バンドマスター、作曲家、演奏家（* 1941年）[75]
- 11月8日 - ジョージ・レーマン（英語版）、アメリカ合衆国の元プロバスケットボール選手（* 1941年）[76]
- 11月8日 - ティティンガ・フレデリック・パセレ（英語版、フランス語版）、ブルキナファソの弁護士、文化人、詩人（* 1943年）[77]
- 11月8日（訃報発表日） - ミカエル・エイタン（英語版、ヘブライ語版）、イスラエルの政治家、元科学技術相・政府サービス相、元クネセト議員（* 1944年）[78]
- 11月8日 - ジュヌヴィエーヴ・グラ（英語版、フランス語版）、フランスの女優（* 1944年）[79]
- 11月8日 - マーティ・キーナート、アメリカ合衆国のスポーツライター、評論家、野球解説者、タレント、仙台89ERSオーナー代行・シニアアドバイザー、元東北楽天ゴールデンイーグルスゼネラルマネージャー（* 1946年）[80][81]
- 11月8日 - アントニオ・デ・オルレアンス＝ブラガンサ、ブラジルの画家、ブラジル帝国の帝位の推定相続人【ブラガンサ朝ブラジル皇太子】（* 1950年）[82]
- 11月8日（訃報発表日） - フェルナンド・フラガータ（英語版、ポルトガル語版）、ポルトガルの映画監督、映画プロデューサー、脚本家、映画編集者、音響技術者（* 1965年）[83]
- 11月9日 - ルー・ドナルドソン、アメリカ合衆国のジャズ・サクソフォーン奏者（* 1926年）[84]
- 11月9日 - ラーム・ナーラーヤン、インドの音楽家、サーランギー奏者（* 1927年）[85]
- 11月9日 - 金普森（中国語版）、中華人民共和国の歴史学者、浙江大学教授、元杭州大学人文学院院長（* 1932年）[86]
- 11月9日 - ハサン・アケスビー（英語版、アラビア語版）、モロッコの元プロサッカー選手、元同国代表（* 1934年）[87]
- 11月9日 - 李時潤（朝鮮語版）、大韓民国の民法学者、民事訴訟法学者、法曹、元監査院院長、元憲法裁判所裁判官、元ソウル大学校教授（* 1935年）[88]
- 11月9日 - ヘルベルト・シュネーデルバッハ、ドイツの哲学者、元ハンブルク大学・ベルリンフンボルト大学教授（* 1936年）[89]
- 11月9日 - ボビー・アリソン（英語版）、アメリカ合衆国のストックカーのレーシングドライバー（* 1937年）[90]
- 11月9日 - 青木盛久、日本の外交官、元駐ペルー・ケニア大使、元国際協力事業団青年海外協力隊事務局長（* 1938年）[91]
- 11月9日 - 崔永光（朝鮮語版）、大韓民国の法曹、元法務研修院（朝鮮語版）院長（* 1940年）[92]
- 11月9日 - ヤニス・ブタリス（英語版、ギリシア語版）、ギリシャのワイン醸造家、実業家、政治家、テッサロニキ市議会議員、元テッサロニキ市長（* 1942年）[93]
- 11月9日 - 岡沢憲芙、日本の比較政治学者、早稲田大学名誉教授、元早稲田大学図書館館長・副総長（* 1944年）[94]
- 11月9日 - イネス・フェルナンデス・モレーノ（英語版、スペイン語版）、アルゼンチンの小説家（* 1947年）[95]
- 11月9日 - 荒井政雄、日本の元フリースタイル式レスラー、1976年オリンピック銅メダリスト（* 1949年）[96]
- 11月9日（訃報発表日） - ワレリヤ・ナルビコワ（英語版、ロシア語版）、ソビエト連邦、ロシアの作家、画家（* 1958年）[97]
- 11月9日 - シャイアン山本、日本の元プロボクサー（* 1959年）[98]
- 11月9日 - ヴィエストゥルス・メイエルス（英語版、ラトビア語版）、ソビエト連邦、ラトビアのチェスプレーヤー、グランドマスター（* 1967年）[99]
- 11月10日 - 長谷忠、日本のゲイの権利活動家（* 1929年?）[100]
- 11月10日 - バルバラ・アラント（英語版、ドイツ語版）、ドイツの神学者、新約聖書研究者、元ミュンスター大学新約聖書テキスト研究所（英語版）所長（* 1937年）[101]
- 11月10日 - ダラス・ロング、アメリカ合衆国の元砲丸投選手、1964年オリンピック金メダリスト、1960年オリンピック銅メダリスト（* 1940年）[102]
- 11月10日 - 内田睦夫、日本の教育者、元社会人野球選手、指導者、元東京都立高島高等学校校長（* 1945年）[103]
- 11月10日（訃報発表日） - ペペ・フスティシア（英語版、スペイン語版）、スペインのフラメンコギターのギタリスト（* 1960年）[104]
- 11月11日 - 鈴木道彦、日本の仏文学者、独協大学名誉教授、元一橋大学教授（* 1929年）[105]
- 11月11日 - フランク・アウアーバッハ（英語版、ドイツ語版）、ドイツ出身のイギリスの画家（* 1931年）[106]
- 11月11日 - マリアーノ・アグアヨ（スペイン語版）、スペインの画家、彫刻家、作家、コラムニスト（* 1932年）[107]
- 11月11日 - ジョシュクン・タシュ（英語版、トルコ語版）、トルコの元プロサッカー選手、元同国代表（* 1935年）[108]
- 11月11日 - 山口剛、日本のテレビプロデューサー（* 1937年）[109]
- 11月11日 - 橋村奉臣、日本出身のアメリカ合衆国の広告写真の写真家（* 1945年）[110]
- 11月11日（訃報発表日） - マリー・ベネショヴァー（英語版、チェコ語版）、チェコスロバキア、チェコの検察官、政治家、元チェコ司法相・政府立法評議会議長、元チェコ代議院議員、元チェコ検事総長（* 1948年）[111]
- 11月11日 - 関浩、日本の将棋棋士（* 1960年）[112]
- 11月11日 - 黄少安（中国語版）、中華人民共和国の経済学者、山東大学経済研究院院長（* 1962年）[113]
- 11月11日 - マルコ・アングロ、エクアドルのプロサッカー選手、同国代表（* 2002年）[114]
- 11月12日 - ジャン・ナリ（英語版、フランス語版）、フランスの元レジスタンス活動家（* 1923年）[115]
- 11月12日 - ロイ・ヘインズ、アメリカ合衆国のジャズ・ドラマー（* 1925年）[116]
- 11月12日 - トーマス・カーツ、アメリカ合衆国の計算機科学者、数学者、ダートマス大学教授、BASICの共同発明者（* 1928年）[117]
- 11月12日 - 井阪健一、日本の実業家、元平和不動産代表取締役社長、元野村證券副社長（* 1931年）[118]
- 11月12日 - ヴァルディス・ヴァルディノヤニス（英語版、ギリシア語版）、ギリシャの実業家、モーターオイルヘラス（英語版）・ベガスオイル&ガス（英語版）会長（* 1933年）[119]
- 11月12日 - ティモシー・ウェスト、イギリスの俳優（* 1934年）[120]
- 11月12日（訃報発表日） - ベント・メイディング（英語版、デンマーク語版）、デンマークの俳優（* 1937年）[121]
- 11月12日 - 梁光烈、中華人民共和国の陸軍軍人、政治家、中国人民解放軍上将、元国務委員、第10代国防部部長、元中国共産党中央委員会・中央軍事委員会委員、元中国人民解放軍総参謀部部長、元瀋陽軍区・南京軍区司令官（* 1940年）[122]
- 11月12日 - 北の富士勝昭、日本の大相撲解説者、元大相撲力士、元相撲部屋師匠、第52代横綱（* 1942年）[123]
- 11月12日 - ブロニスラフ・ベルナツキー（英語版、ウクライナ語版）、ソビエト連邦、ウクライナのカトリック教会の聖職者、元オデッサ・シンフェロポリ教区名誉司教（* 1944年）[124]
- 11月12日 - 高尾義彦、日本のジャーナリスト、元毎日新聞社常勤監査役（* 1945年?）[125]
- 11月12日 - ウィム・デニー（オランダ語版）、オランダの政治家、元グラフト＝デ＝ライプ・スワルメン（英語版）・ムールダイク（英語版）市長（* 1946年）[126]
- 11月12日 - ポール・カランバイ（英語版、フランス語版）、コンゴ民主共和国の元プロサッカー選手、元ザイール代表（* 1948年）[127]
- 11月12日 - 阿川尚之、日本の法学者、米国憲法史研究者、慶應義塾大学名誉教授（* 1951年）[128]
- 11月12日 - 浅野起洲、日本の実業家、元IWAジャパン社長（* 1952年）[129]
- 11月12日（訃報発表日） - ラディヴォイェ・クリヴォカピッチ（英語版、セルビア語版）、ユーゴスラビア、セルビアの元ハンドボール選手、元ユーゴスラビア代表（英語版）（* 1953年）[130]
- 11月12日 - ジョアン・コリー、アメリカ合衆国の植物学者、ソーク研究所教授（* 1955年）[131]
- 11月12日（訃報発表日） - ミヒャエル・ヒュプナー、東ドイツ、ドイツの元自転車トラックレーサー（* 1959年）[132]
- 11月12日 - ジョン・ホーガン（英語版）、カナダの外交官、政治家、駐ドイツ大使、元ブリティッシュコロンビア州首相、元ブリティッシュコロンビア州議会議員（* 1959年）[133]
- 11月12日 - 柳沢栄治、日本の声優（* 1967年）[134]
- 11月12日 - ほし☆みつき、日本のあみぐるみ作家（* 1973年?）[135]
- 11月12日（遺体発見日） - ソン・ジェリム、大韓民国の俳優（* 1985年）[136]
- 11月13日（訃報発表日） - フランコ・フェラロッティ（英語版、イタリア語版）、イタリアの社会学者、政治家、元代議院議員（* 1926年）[137]
- 11月13日 - 谷川俊太郎、日本の詩人、絵本作家、翻訳家、エッセイスト、作詞家、脚本家（* 1931年）[138]
- 11月13日 - 清水湛、日本の裁判官、元広島高等裁判所長官（* 1934年）[139]
- 11月13日 - 三谷宏治、日本の実業家、元三谷商事・三谷セキサン社長・会長・相談役（* 1934年?）[140]
- 11月13日 - 礪波護、日本の東洋史学者、京都大学名誉教授、京都大学人文科学研究所名誉所員（* 1937年）[141]
- 11月13日 - シェル・タルミー（英語版）、アメリカ合衆国の音楽プロデューサー、編曲家（* 1937年）[142]
- 11月13日 - ダイム・ザイヌディン（英語版、マレー語版）、マレーシアの実業家、政治家、元財務相、元代議院議員（* 1938年）[143]
- 11月13日または11月15日 - アフメド・モハメド・マハムード、ソマリア、ソマリランドの政治家、元ソマリランド大統領、元平和統一開発党・ソマリ国民運動主席（* 1938年）[144][145]
- 11月13日（訃報発表日） - ブライアン・マクシン（英語版）、イギリスの元プロレスラー（* 1938年）[146]
- 11月13日 - セオドア・オルソン（英語版）、アメリカ合衆国の弁護士、政治家、元訟務長官（* 1940年）[147]
- 11月13日 - 阿南惟茂、日本の外交官、元駐中華人民共和国大使（* 1941年）[148]
- 11月13日 - ダン・ヘネシー、カナダの声優、音響監督（* 1942年）[149]
- 11月13日 - ルイス・エルネスト・タピア（英語版、スペイン語版）、パナマの元プロサッカー選手、元同国代表（* 1944年）[150]
- 11月13日 - ミオドラグ・コスティッチ（英語版、セルビア語版）、ユーゴスラビア、セルビアの実業家、MKグループ（英語版）創業者・社長（* 1959年）[151]
- 11月13日 - 髙橋秀実、日本のノンフィクション作家（* 1961年）[152]
- 11月14日 - 金沖及（中国語版）、中華人民共和国の歴史学者、北京大学・復旦大学・中国社会科学院教授、元中国共産党中央文献研究室（中国語版）常務副主任、元中国史学会（中国語版）会長、元全国政治協商会議委員（* 1930年）[153]
- 11月14日 - ジャック・アデライド＝メルランド（英語版、フランス語版）、フランスの歴史学者、グアドループ歴史協会・カリブ海地域歴史学者協会共同創設者、元アンティーユ・ギアナ大学（フランス語版）学長（* 1933年）[154]
- 11月14日 - 徳武定之、日本の元プロ野球選手【国鉄スワローズ・サンケイスワローズ・サンケイアトムズ・中日ドラゴンズ所属】、指導者（* 1938年）[155]
- 11月14日 - 横溝三郎、日本の元長距離走・障害走選手、陸上競技指導者、東京国際大学駅伝部監督（* 1939年）[156]
- 11月14日 - ピーター・シンフィールド、イギリスのローディー、作詞家、照明技術者、音響技術者、「キング・クリムゾン」の元メンバー（* 1943年）[157]
- 11月14日 - 火野正平、日本の俳優（* 1949年）[158]
- 11月14日 - デニス・ブライオン（英語版）、イギリスのドラマー、「ビージーズ」の元メンバー（* 1949年）[159]
- 11月14日（訃報発表日） - ワジム・ブロフツェフ（英語版、ロシア語版）、ロシア、南オセチアの実業家、政治家、元南オセチア大統領代行、元南オセチア首相、元オジョルスク市議会議員（* 1969年）[160]
- 11月15日 - アイリーン・クレイマー（英語版）、オーストラリアのダンサー、振付師、アーティスト、作家（* 1914年）[161]
- 11月15日 - 崇仁親王妃百合子、日本の皇族（* 1923年）[162]
- 11月15日 - セレステ・カエイロ（英語版、ポルトガル語版）、ポルトガルの平和活動家【カーネーション革命】（* 1933年）[163]
- 11月15日 - 細渕一男、日本の政治家、元東京都東村山市長（* 1935年）[164]
- 11月15日（訃報発表日） - ゼンケ・ゼンクセン（英語版、ドイツ語版）、ドイツの元馬術選手、1976年オリンピック銀メダリスト（* 1938年）[165]
- 11月15日（訃報発表日） - アル・フェラーラ（英語版）、アメリカ合衆国の元プロ野球選手（* 1939年）[166]
- 11月15日 - 西尾理弘、日本の政治家、元島根県出雲市長（* 1941年）[167]
- 11月15日 - 泉原保二、日本の実業家、政治家、泉興業代表取締役会長、元衆議院議員【自由民主党所属】（* 1941年）[168]
- 11月15日 - カーロイ・ベーラ、ハンガリー出身のルーマニア、アメリカ合衆国の体操競技指導者（* 1942年）[169]
- 11月15日 - トリュグヴェ・ボルネ（英語版、ノルウェー語版）、ノルウェーの元プロサッカー選手、元同国代表、元ノルウェーサッカー協会事務局長（* 1942年）[170]
- 11月15日（訃報発表日） - ネメレ・イシュトヴァーン（英語版、ハンガリー語版）、ハンガリーの小説家（* 1944年）[171]
- 11月15日 - フランク・シェファー（英語版、ドイツ語版）、ドイツの元プロサッカー選手（* 1952年）[172]
- 11月15日 - ポール・ティール（英語版）、アメリカ合衆国の俳優（* 1989年）[173]

## 16日 - 30日

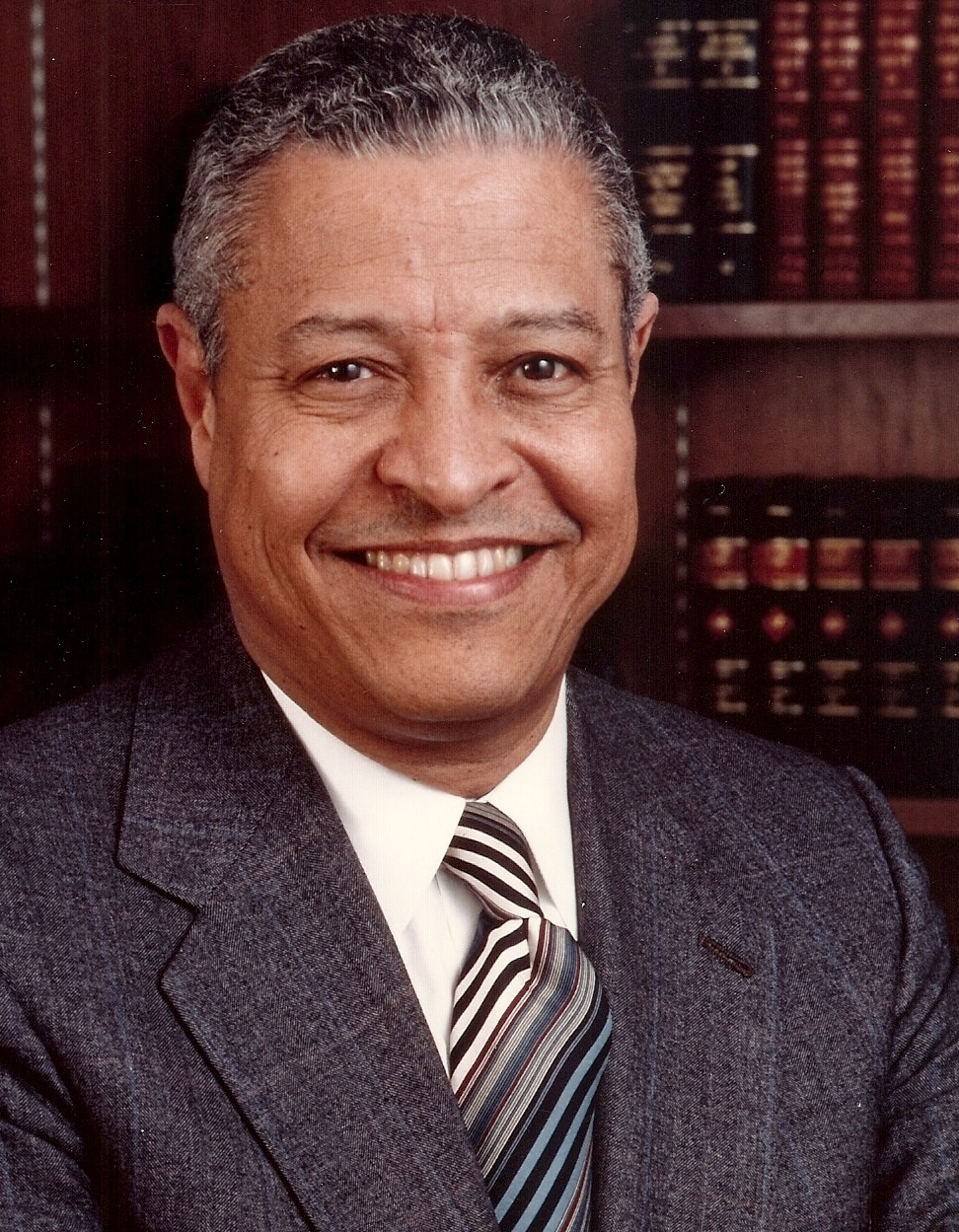
クリフトン・R・ウォートン・ジュニア／11月16日没

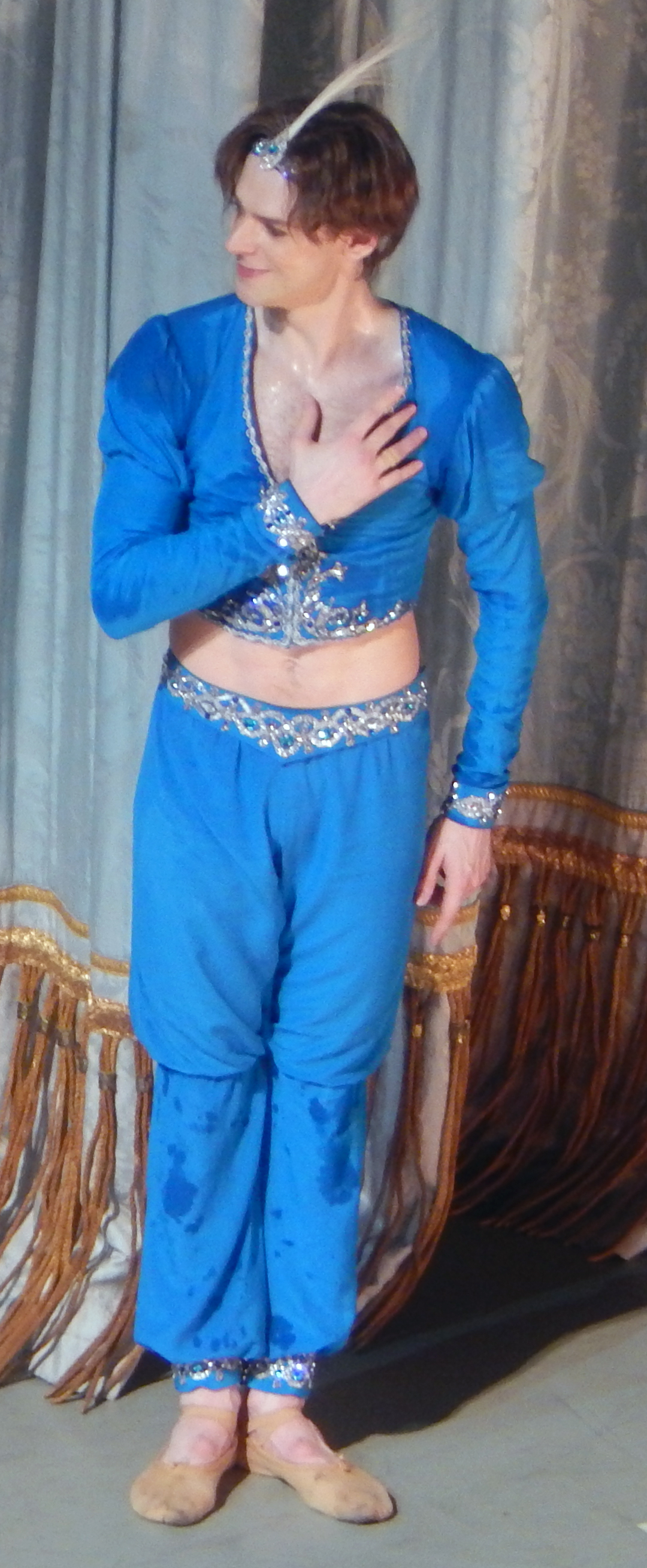
ウラジーミル・シクリャローフ／11月16日没

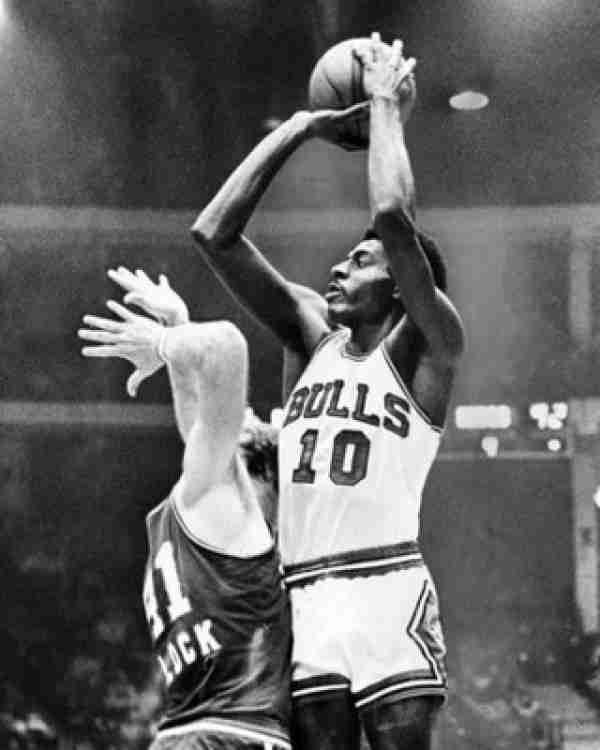
ボブ・ラブ／11月18日没

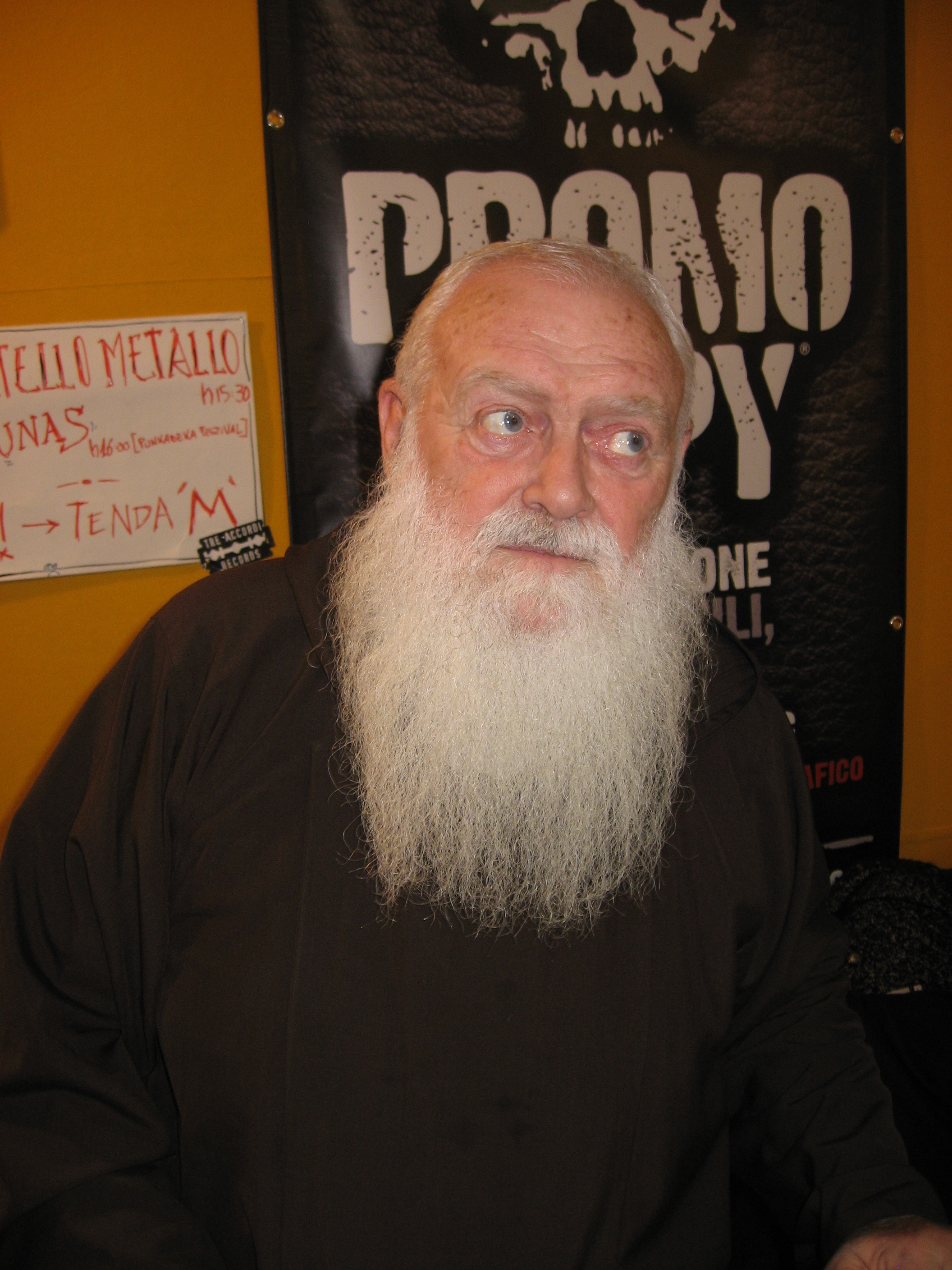
チェザーレ・ボニッチ／11月18日没

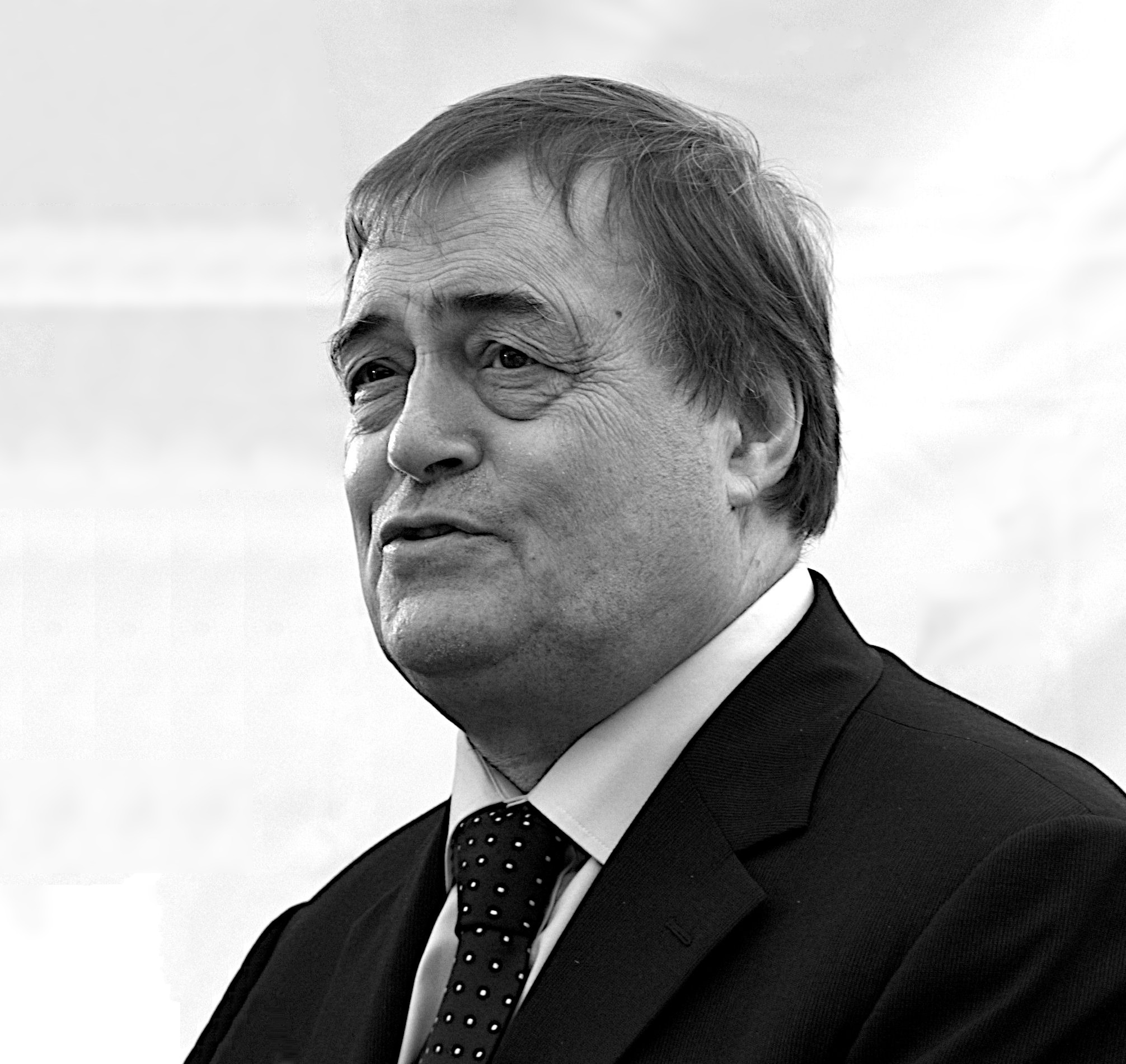
ジョン・プレスコット／11月20日没

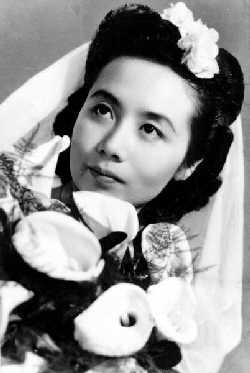
葉嘉瑩／11月24日没

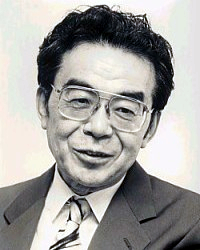
堀田力／11月24日没

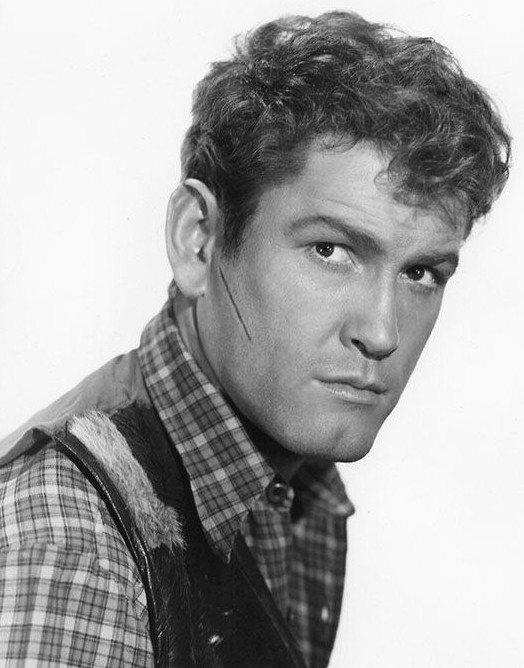
アール・ホリマン／11月25日没

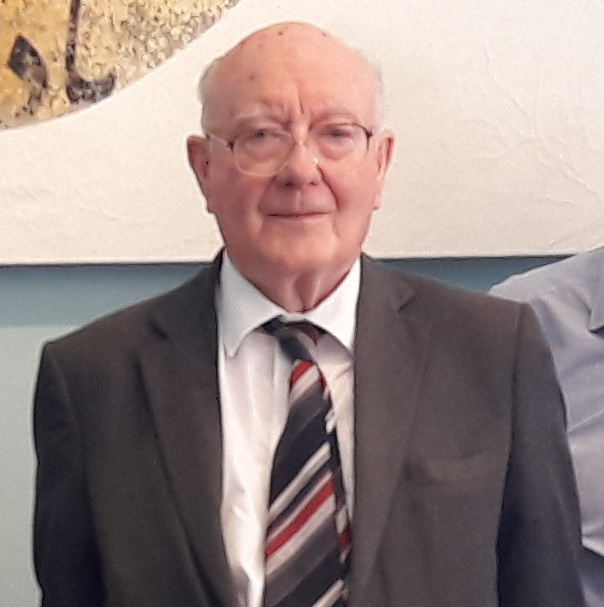
コリン・レンフルー／11月25日没（訃報発表日）

生田邦夫／11月25日没

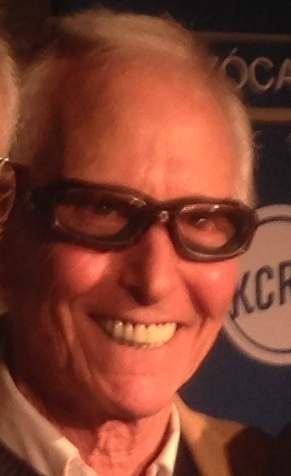
ジム・エイブラハムズ／11月26日没

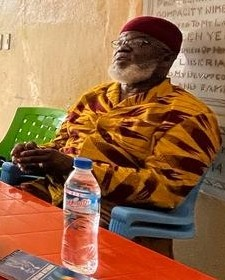
プリンス・ジョンソン／11月28日没

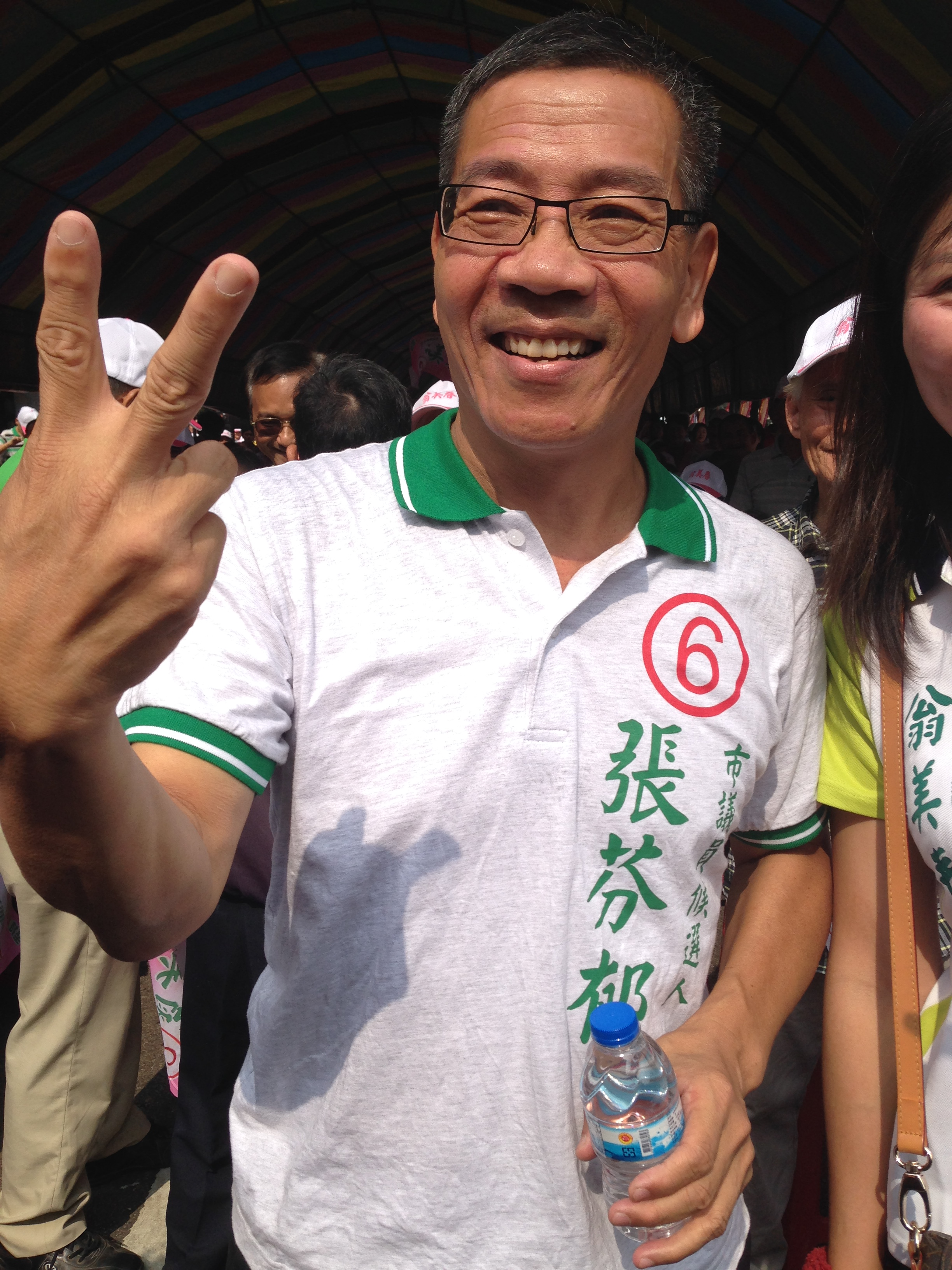
簡肇棟／11月29日没

- 11月16日 - 曽我マサコ、日本のスーパーセンテナリアン（* 1913年）[174]
- 11月16日（訃報発表日） - オーラヴ・トン（英語版、ノルウェー語版）、ノルウェーの実業家（* 1923年）[175]
- 11月16日 - クリフトン・R・ウォートン・ジュニア、アメリカ合衆国の経済学者、実業家、政治家、元国務副長官、元ニューヨーク州立大学総長、元ミシガン州立大学学長、元ロックフェラー財団会長、元TIAA-CREF（英語版）会長・最高経営責任者（* 1926年）[176]
- 11月16日 - リチャード・V・アレン（英語版）、アメリカ合衆国の公務員、元国家安全顧問（* 1936年）[177]
- 11月16日 - スヴェトラーナ・スヴェトリーチナヤ（英語版、ロシア語版）、ソビエト連邦、ロシアの女優（* 1940年）[178]
- 11月16日 - コロソ・コロセッティ（英語版、スペイン語版）、アルゼンチンの元プロレスラー、元NWA世界ライトヘビー級王者（* 1948年）[179]
- 11月16日 - S・アタン、シンガポール出身のマレーシアの作曲家（* 1949年）[180]
- 11月16日 - アブデルハミード・ムラークシー（英語版、アラビア語版）、アルジェリアの元プロサッカー選手、元同国代表（* 1976年）[181]
- 11月16日 - ウラジーミル・シクリャローフ、ロシアのバレエダンサー、マリインスキー劇場のプリンシパル（* 1985年）[182]
- 11月17日 -  ムアッゼズ・イルミエ・チュー（英語版、トルコ語版）、トルコの考古学者、言語学者、シュメール学者（* 1914年）[183]
- 11月17日 - 山中信夫、日本の英文学者、東京女子大学名誉教授（* 1926年?）[184]
- 11月17日 - パウロ・アレシャンドレ（英語版、ポルトガル語版）、ポルトガルのミュージシャン、歌手（* 1931年）[185]
- 11月17日 - 高橋真琴、日本の画家、漫画家、イラストレーター（* 1934年）[186]
- 11月17日 - ベルナール・キアレッリ（英語版、フランス語版）、フランスの元プロサッカー選手、元同国代表（* 1934年）[187]
- 11月17日 - 崔在旭（朝鮮語版）、大韓民国のジャーナリスト、実業家、政治家、元環境部長官、元国務調整室室長、元国会議員、元京郷新聞社長（* 1940年）[188]
- 11月17日 - 中村定史、日本の高校野球指導者、元松本工業高等学校硬式野球部監督（* 1948年?）[189]
- 11月17日（訃報発表日） - アラン・スヴェンソン（英語版、スウェーデン語版）、スウェーデンの俳優（* 1951年）[190]
- 11月17日 - ヨアヒム・グリーゼ（英語版、ドイツ語版）、ドイツの元セーリング選手、1984年オリンピック（英語版）銀メダリスト（* 1952年）[191]
- 11月17日（訃報発表日） - ウゴ・ビジャベルデ（英語版、スペイン語版）、アルゼンチンの元プロサッカー選手、元同国代表（* 1954年）[192]
- 11月17日 - 牧野正人、日本のバリトン、オペラ歌手【藤原歌劇団所属】、声楽家（* 1957年）[193]
- 11月18日 - シャルル・デュモン（英語版、フランス語版）、フランスの作曲家、シンガーソングライター、作家、ミュージシャン（* 1929年）[194]
- 11月18日 - 趙凱華（中国語版）、アメリカ合衆国出身の中華人民共和国の物理学者、科学教育者、北京大学教授（* 1930年）[195]
- 11月18日 - 加地英夫、日本の被爆者、長崎端島会会長（* 1932年）[196]
- 11月18日 - 柏原満、日本の音響効果技師（* 1933年）[197]
- 11月18日 - 堀絢子、日本の声優、女優（* 1935年）[198]
- 11月18日 - 神山茂、日本の実業家、ジャステック創業者（* 1936年）[199]
- 11月18日 - パウク・ジェルジ、ハンガリーのヴァイオリニスト（* 1936年）[200]
- 11月18日 - ヤン・カイゼル（英語版、オランダ語版）、オランダのサッカー審判員（* 1940年）[201]
- 11月18日 - ファム・クオック・アイン（英語版、ベトナム語版）、ベトナムの弁護士、政治家、元国会議員、元国家主席補佐官、元ベトナム共産党中央内政委員会委員長代行、元ベトナム科学技術協会連合会（英語版）副会長、元ベトナム祖国戦線（英語版）中央幹部会委員（* 1940年）[202]
- 11月18日 - ボブ・ラブ、アメリカ合衆国の元プロバスケットボール選手（* 1942年）[203]
- 11月18日 - チェザーレ・ボニッチ、イタリアのカプチン会の修道士、ヘビーメタル・ミュージシャン（* 1946年）[204]
- 11月18日 - コリン・ピーターセン（英語版）、オーストラリアのドラマー、「ビージーズ」の元メンバー（* 1946年）[205]
- 11月19日 - 猪熊葉子、日本の児童文学者、翻訳家、聖心女子大学名誉教授（* 1928年）[206]
- 11月19日 - トニー・カンポロ（英語版）、アメリカ合衆国のバプテスト教会の牧師、社会学者（* 1935年）[207]
- 11月19日 - 吉村久夫、日本のジャーナリスト、編集者、実業家、日本経済新聞社社友（* 1935年）[208]
- 11月19日 - 永島忠侈、日本の能楽師、観世流シテ方、重要無形文化財保持者（* 1940年）[209]
- 11月19日（訃報発表日） - オレステス・ロドリゲス（英語版、スペイン語版）、ペルー、スペインのチェスプレーヤー、グランドマスター（* 1943年）[210]
- 11月19日 - 九代目市川團蔵、日本の歌舞伎俳優（* 1951年）[211]
- 11月19日 - グラシェラ・スサーナ、アルゼンチンのタンゴ歌手、ギタリスト（* 1953年）[212]
- 11月19日 - ケン・リード（英語版）、イギリスのジャーナリスト、編集者【UTV所属】（* 1955年）[213]
- 11月19日 - 池端敬介、日本の元アマチュアボクサー、ボクシング指導者、大分工業高等学校教諭、日本ボクシング連盟専務理事（* 1974年?）[214]
- 11月20日 - ウルズラ・ハーファーベック、ドイツのネオナチ活動家、ホロコースト否認論者（* 1928年）[215]
- 11月20日 - ジョン・プレスコット、イギリスの政治家、貴族院議員、元副首相・筆頭国務大臣、元庶民院議員、元労働党副党首（* 1938年）[216]
- 11月20日 - ホセ・ルイス・アスコナ・エルモソ（英語版、スペイン語版）、スペインのカトリック教会の聖職者、元マラジョ教区司教（* 1940年）[217]
- 11月20日 - 鍋島誠朗、日本の銀行家、元四国銀行常務（* 1941年?）[218]
- 11月20日 - ジョディ・レル（英語版）、アメリカ合衆国の政治家、元コネチカット州知事・副知事、元コネチカット州議会下院議員（* 1946年）[219]
- 11月20日 - マイク・ピネラ（英語版）、アメリカ合衆国のギタリスト、元「ブルース・イメージ（英語版）」「アイアン・バタフライ」のメンバー（* 1948年）[220]
- 11月20日 - 野海正俊、日本の数学者、神戸大学名誉教授、立教大学特任教授（* 1955年）[221]
- 11月20日 - 桂雀々、日本の落語家、タレント（* 1960年）[222]
- 11月20日 - 鄭錚（中国語版）、中華人民共和国の女優（* 1963年）[223]
- 11月20日 - チャド・ポスチュマス（英語版）、カナダのプロバスケットボール選手（* 1991年）[224]
- 11月21日 - ヤン・ボイスマン（オランダ語版）、オランダの歴史地理学者（* 1925年）[225]
- 11月21日 - 熊谷幸一、日本の町内会幹部、反オウム真理教活動家、元富士宮市人穴区区長（* 1925年?）[226]
- 11月21日 - ケーケシ・アンドレア、ハンガリーの元フィギュアスケーター、1948年冬季オリンピック銀メダリスト（* 1926年）[227]
- 11月21日 - 奥村俊夫、日本の実業家、元奥村組社長（* 1930年）[228]
- 11月21日（訃報発表日） - マリヤン・カンドゥス（英語版、スロベニア語版）、ユーゴスラビア、スロベニアの元バスケットボール選手、元ユーゴスラビア代表（* 1931年）[229]
- 11月21日 - 横田通、日本の彫刻家、信州大学名誉教授（* 1932年?）[230]
- 11月21日（訃報発表日） - ペール・G・ユーレンハマー（英語版、スウェーデン語版）、スウェーデンの実業家、元ボルボ会長・最高経営責任者、元国民党委員（* 1935年）[231]
- 11月21日 - 木谷明、日本の弁護士、裁判官、元最高裁判所調査官、元水戸地方裁判所所長、元東京高等裁判所部総括判事、元法政大学教授（* 1937年）[232]
- 11月21日 - 伊藤浄厳、日本の真言宗の僧侶、伝燈大阿闍梨、俳人、摩耶山真言宗管長、摩耶山観光文化協会会長、元天上寺住職、元高野山専修学院能化、元高野山大学講師（* 1938年）[233]
- 11月21日 - 飯田藍、日本の元テニス選手、指導者、日本女子テニス連盟名誉会長、日本テニス協会顧問・元副会長（* 1939年）[234]
- 11月21日 - 山本恒敬、日本の元プロ野球選手【東映フライヤーズ・大洋ホエールズ・横浜大洋ホエールズ所属】、指導者（* 1940年）[235]
- 11月21日 - ビセンテ・デ・ラ・マタ（英語版、スペイン語版）、アルゼンチンの元プロサッカー選手、元同国代表（* 1944年）[236]
- 11月21日 - 酒井健、日本の実業家、元極洋代表取締役副社長（* 1954年?）[237]
- 11月21日 - 山崎有恒、日本の日本近代史学者、立命館大学教授（* 1964年）[238]
- 11月21日 - 平喜多ゆや、日本の漫画家（* 生年不明）[239]
- 11月22日 - ヘルムート・アプト、ドイツ出身のアメリカ合衆国の天体物理学者（* 1925年）[240]
- 11月22日 - 見上和由、日本の政治家、元神奈川県綾瀬市長（* 1930年）[241]
- 11月22日 - 風間八左衛門、日本の実業家、元ツムラ社長（* 1933年）[242]
- 11月22日 - ピーター・フェンウィック（英語版）、イギリスの神経精神医学者、臨死体験・お迎え現象研究者（* 1935年）[243]
- 11月22日 - 新村鋭男、日本の実業家、元モリタ社長（* 1936年）[244]
- 11月22日 - マーク・ウィザーズ（英語版）、アメリカ合衆国の俳優（* 1947年）[245]
- 11月22日（訃報発表日） - サージ・ボオール（英語版、ビスラマ語版）、バヌアツの政治家、元首相・外相（* 1955年）[246]
- 11月22日（訃報発表日） - ドラガン・マルコヴィッチ・パルマ（英語版、セルビア語版）、セルビアの実業家、政治家、ヤゴディナ市議会議長、元セルビア国民議会・セルビアモンテネグロ議会（英語版）議員、元ヤゴディナ市長（* 1960年）[247]
- 11月23日 - 王乃壮（中国語版）、中華人民共和国の書家、画家、美術教育者、元清華大学教授（* 1928年）[248]
- 11月23日 - フレッド・ハリス（英語版）、アメリカ合衆国の政治学者、政治家、ニューメキシコ大学名誉教授、元上院議員、元民主党全国委員会委員長（* 1930年）[249]
- 11月23日 - 瀧川照子、日本の日本画家（* 1931年?）[250]
- 11月23日 - 掛札昌裕、日本の脚本家（* 1938年）[251]
- 11月23日 - リコ・カルティ（英語版、スペイン語版）、ドミニカ共和国の元プロ野球選手（* 1939年）[252]
- 11月23日 - ヴァルター・カミンスキ（英語版、ドイツ語版）、ドイツの化学者、ハンブルク大学名誉教授（* 1941年）[253]
- 11月23日 - 佐々木宏人、日本のジャーナリスト、元毎日新聞中部本社代表（* 1941年?）[254]
- 11月23日（訃報発表日） - ジャン・ジュルダン（英語版、フランス語版）、フランスの元ロードサイクリスト（* 1942年）[255]
- 11月23日 - 張石山（中国語版）、中華人民共和国の作家、編集者、元山西省作家協会副主席（* 1947年）[256]
- 11月23日 - 原田哲男（英語版、フランス語版）、日本出身のフランスの彫刻家、元ベルサイユ建築国立学校（英語版）助教授（* 1949年）[257]
- 11月23日（訃報発表日） - ジャンフランコ・ダッラ・バルバ（英語版、イタリア語版）、イタリアの神経心理学者、認知障害研究者、元フェンシング選手、元パドヴァ大学・ヴェネツィア大学教授、1984年オリンピック金メダリスト、1988年オリンピック銅メダリスト（* 1957年）[258]
- 11月24日 - 葉嘉瑩、中華人民共和国、カナダの中国文学者、漢詩・詞研究者、教育者、詩人、南開大学中華詩教古典文化研究所創設者（* 1924年）[259]
- 11月24日 - ヘレン・ギャラガー（英語版）、アメリカ合衆国の女優（* 1926年）[260]
- 11月24日 - 久里洋二、日本のアニメーション作家、漫画家（* 1928年）[261]
- 11月24日 - モハメド・シャーケル（アラビア語版、フランス語版）、チュニジアの弁護士、政治家、元司法相・行政改革担当相（* 1930年）[262]
- 11月24日 - アフマド・ナワブ（英語版、マレー語版）、マレーシアの作曲家（* 1932年）[263]
- 11月24日 - バーバラ・テイラー・ブラッドフォード（英語版）、イギリス、アメリカ合衆国の小説家（* 1933年）[264]
- 11月24日 - 堀田力、日本の検察官、官僚、弁護士、元東京地方検察庁特別捜査部検事、元法務省人事課長・官房長、さわやか福祉推進センター設立者（* 1934年）[265]
- 11月24日 - 中根薫、日本の政治家、元愛知県議会・岡崎市議会議員（* 1935年）[266]
- 11月24日 - ブレイテン・ブレイテンバッハ（英語版、アフリカーンス語版、フランス語版）、南アフリカ共和国、フランスの詩人、小説家、画家、反アパルトヘイト活動家（* 1939年）[267]
- 11月24日 - 小峰秀孝、日本の被爆者、長崎原爆青年乙女の会会長（* 1941年?）[268]
- 11月24日 - ホセ・レカロス（英語版、スペイン語版）、ペルーの弁護士、裁判官、最高裁判所（英語版）判事・元長官（* 1951年）[269]
- 11月25日 - ジョン・ティニスウッド、イギリスの会計士、スーパーセンテナリアン、世界最高齢男性（* 1912年）[270]
- 11月25日 - アール・ホリマン、アメリカ合衆国の俳優（* 1928年）[271]
- 11月25日 - ゲイル・ヘンリー（英語版）、アメリカ合衆国の元プロ野球選手（* 1928年）[272]
- 11月25日 - 徐龍達、大韓民国出身の日本の経営学者、会計学者、桃山学院大学名誉教授（* 1933年）[273]
- 11月25日 - 李永権（朝鮮語版）、大韓民国の政治家、元国会議員（* 1936年）[274]
- 11月25日（訃報発表日） - コリン・レンフルー、イギリスの考古学者、キクラデス文明研究者、政治家、元貴族院議員、元ケンブリッジ大学ディズニー教授・マクドナルド考古学研究所（英語版）所長（* 1937年）[275]
- 11月25日 - 森捷三、日本の実業家、ウィルソン・ラーニングワールドワイド名誉会長（* 1938年?）[276]
- 11月25日 - 白石勝三、日本の実業家、元ユアサ商事専務（* 1939年?）[277]
- 11月25日 - 生田邦夫、日本の政治家、第2代滋賀県湖南市長、元滋賀県議会議員・議長、元甲西町議会議員（* 1948年）[278]
- 11月25日 - 原眞一、日本の実業家、コーナン建設相談役・元社長・元会長、元日本建設業経営協会会長（* 1948年?）[279]
- 11月25日 - ペドロ・アグラムント・フォント・デ・モラ（英語版、スペイン語版、カタルーニャ語版）、スペインの実業家、政治家、元下院・上院議員、元欧州評議会議員会議議長、元バレンシア州議会議員（* 1951年）[280]
- 11月25日 - ミゲル・アンヘル・アユソ・ギクソット（英語版、スペイン語版）、スペインのカトリック教会の聖職者、枢機卿、イスラム教研究者、ローマ教皇庁諸宗教対話評議会（英語版）議長・元事務局長、元ローマ教皇庁アラブ・イスラム研究所所長（* 1952年）[281]
- 11月25日 - 小林敏郎、日本の地方公務員、熊本県人吉市副市長（* 1962年?）[282]
- 11月26日 - マリヤ・リマンスカヤ（英語版、ロシア語版）、ソビエト連邦、ロシアの交通誘導員、看護師、元赤軍兵士（* 1924年）[283]
- 11月26日 - C・S・ソン（英語版、中国語版）（宋泉盛）、中華民国（台湾）出身のアメリカ合衆国のキリスト教神学者、太平洋神学校（英語版）名誉教授、元世界改革派教会同盟（英語版）会長、元台南神学院（中国語版）校長（* 1929年）[284]
- 11月26日 - 穂積和夫、日本の画家、イラストレーター（* 1930年）[285]
- 11月26日 - 高橋進、日本の官僚、元建設事務次官（* 1933年?）[286]
- 11月26日 - 栄如徳（中国語版）、中華人民共和国の翻訳家（* 1934年）[287]
- 11月26日 - ビルギッタ・ダール（英語版、スウェーデン語版）、スウェーデンの政治家、元リクスダーゲン議員・議長、元エネルギー相・環境相（* 1937年）[288]
- 11月26日（訃報発表日） - ジェンマ・ハッセイ（英語版、アイルランド語版）、アイルランドの政治家、元教育相・社会福祉相・労働相、元シャナズエアラン・ドイルエアラン議員（* 1938年）[289]
- 11月26日 - カリン・バール（英語版、ドイツ語版）、ドイツの女優（* 1940年）[290]
- 11月26日 - 八木下征男、日本の将棋指導者、元八王子将棋クラブ席主（* 1943年）[291]
- 11月26日 - ジム・エイブラハムズ、アメリカ合衆国の脚本家、映画監督（* 1944年）[292]
- 11月26日 - 彭添富（中国語版）、中華民国（台湾）の政治家、元行政院客家委員会副主任委員、元立法委員、元台湾省議会議員（* 1951年）[293]
- 11月26日 - スコット・L・シュワーツ（英語版）、アメリカ合衆国の俳優、スタントマン、元プロレスラー（* 1959年）[294]
- 11月26日（訃報発表日） - ヤン・フルトク（英語版、ポーランド語版）、ポーランドの元プロサッカー選手、指導者、元同国代表（* 1962年）[295]
- 11月26日 - 森乃阿久太、日本の落語家、俳優（* 1971年）[296][297]
- 11月26日 - 猪田有弥、日本の社会運動家（* 1974年）[298]
- 11月26日 - 河村俊秀、日本のドラマー、「ペトロールズ」のメンバー（* 1978年）[299]
- 11月26日（遺体発見日） - ボブ・ブライヤー（英語版）、アメリカ合衆国のドラマー、「マイ・ケミカル・ロマンス」の元メンバー（* 1979年）[300]
- 11月27日 - 水上さた、日本のスーパーセンテナリアン（* 1912年?）[301]
- 11月27日 - ボブ・ケリー（英語版）、アメリカ合衆国の元プロ野球選手（* 1927年）[302]
- 11月27日（訃報発表日） - ハル・リンゼイ、アメリカ合衆国の作家（* 1929年）[303]
- 11月27日 - 山口繁、日本の裁判官、元最高裁判所判事・長官、元福岡高等裁判所長官、元東京高等裁判所部総括判事（* 1932年）[304]
- 11月27日（訃報発表日） - カティンカ・ファラゴー（英語版、スウェーデン語版、ハンガリー語版）、オーストリア出身のスウェーデンの映画プロデューサー、制作プロダクション・マネージャー、助監督（* 1936年）[305]
- 11月27日（訃報発表日） - マリア・ゴロペンツァ＝アレクサンドル（英語版、ルーマニア語版）、ルーマニアの元卓球選手（* 1939年）[306]
- 11月27日 - 小林大康、日本の真言宗の僧侶、南圓寺住職、大本山護国寺貫首、真言宗豊山派宗機顧問・元宗会議員（* 1940年）[307]
- 11月27日 - 猪口孝、日本の国際政治学者、東京大学名誉教授、元新潟県立大学学長・理事長（* 1944年）[308]
- 11月27日 - ホセ・ラウレル5世、フィリピンの外交官、元駐日本大使（* 1944年）[309]
- 11月27日 - マイティ井上、日本の元プロレスラー、レフェリー【国際プロレス・全日本プロレス・プロレスリング・ノア所属】（* 1949年）[310]
- 11月27日 - トマス・ヒュラン・エリクセン（英語版、ノルウェー語版）、ノルウェーの社会人類学者、作家、社会評論家、オスロ大学教授（* 1962年）[311]
- 11月27日 - 村上弘、日本の実業家、三井不動産ビルマネジメント社長（* 1969年）[312]
- 11月28日 - ジャニーヌ・コンヌ（英語版、フランス語版）、フランスの天文学者（* 1926年）[313]
- 11月28日 - シルビア・ピナル（英語版、スペイン語版）、メキシコの女優（* 1931年）[314]
- 11月28日 - 北代淳二、日本のジャーナリスト、ニュースキャスター、元TBSワシントン特派員・ニューヨーク支局長（* 1932年）[315]
- 11月28日 - 山際永三、日本の映画監督、演出家（* 1932年）[316]
- 11月28日 - 古田鶴彦、日本の実業家、フルタ製菓共同創業者・代表取締役会長（* 1934年）[317]
- 11月28日 - ルラント・ラース（英語版、オランダ語版）、ベルギーの政治家、ホロコースト否認論者、元元老院議員、元ヴラームズ・ブロック（英語版）副主席（* 1934年）[318]
- 11月28日 - アナンダ・クリシュナン（英語版、マレー語版、タミル語版）、マレーシアの実業家、ウサハテガス（英語版）・マクシスコミュニケーションズ・MEASAT（英語版）の創業者（* 1938年）[319]
- 11月28日 - プリンス・ジョンソン、リベリアの軍事組織指導者、福音派教会の説教者、政治家、上院（英語版）議員（* 1952年）[320]
- 11月28日（訃報発表日） - シャーローム・ナガル（英語版、ヘブライ語版）、イエメン出身のイスラエルの刑務官、死刑執行人（* 生年不明）[321]
- 11月28日（訃報発表日） - ジュリアーノ勝又（勝又隆一）、日本のミュージシャン、「米米CLUB」の元メンバー（* 生年不明）[322]
- 11月29日 - 斎藤文夫、日本の浮世絵蒐集家、政治家、川崎浮世絵ギャラリー名誉館長、元参議院議員【自由民主党所属】、元神奈川県議会議員・議長、元川崎・砂子の里資料館館長（* 1928年）[323]
- 11月29日 - マーシャル・ブリックマン（英語版）、アメリカ合衆国の脚本家、映画監督（* 1939年）[324]
- 11月29日 - ヨセフ・イェリーネク（英語版、チェコ語版）、チェコスロバキア、チェコの元サッカー選手、元チェコスロバキア代表（* 1941年）[325]
- 11月29日 - ウェイン・ノースロップ（英語版）、アメリカ合衆国の俳優（* 1947年）[326]
- 11月29日 - 小池直実、日本の映画美術・装飾（* 1949年?）[327]
- 11月29日 - ピーター・ウェストブルック（英語版）、アメリカ合衆国の元フェンシング選手、指導者、1984年オリンピック銅メダリスト（* 1952年）[328]
- 11月29日 - 簡肇棟、中華民国（台湾）の医師、政治家、元立法委員、元大里市長（* 1955年）[329]
- 11月29日 - パク・ミンジェ（朝鮮語版）、大韓民国の俳優（* 1992年）[330]
- 11月30日 - ニゾラモホ・ザリポワ（英語版、タジク語版）、ソビエト連邦、タジキスタンの政治家、元タジク・ソビエト社会主義共和国最高会議幹部会副議長・議長代行（* 1923年）[331]
- 11月30日 - ルー・カーネセッカ（英語版）、アメリカ合衆国のカレッジバスケットボール指導者、元セント・ジョンズ大学バスケットボール部監督（* 1925年）[332]
- 11月30日 - ホセ・ピント（英語版、スペイン語版）、スペインの元プロサッカー選手、指導者（* 1929年）[333]
- 11月30日 - ラディスラフ・リグル（英語版、チェコ語版）、チェコスロバキア、チェコの元ノルディック複合式スキーヤー（* 1947年）[334]
- 11月30日 - 早田和泰、日本のアナウンサー【フリー、元山陽放送所属】、司会者、ラジオパーソナリティ（* 1964年）[335]
- 11月30日 - エヴァ・ヘルマンス＝クロート（オランダ語版）、オランダの作家、ブロガー（* 1998年）[336]

## 没日不明
- 11月中 - 近藤洋介、日本の俳優、声優（* 1933年）[337]